# Lamioideae
Lamioideae Harley, 2003 è una sottofamiglia di piante spermatofite dicotiledoni appartenenti alla famiglia delle Lamiaceae (ordine delle Lamiales).

## Etimologia
Il nome della sottofamiglia deriva dal suo "genere tipo": Lamium (tribù Lamieae). Uno dei primi studiosi dell'antichità ad usare questo nome è stato Gaio Plinio Secondo (Como, 23 – Stabia, dopo l'8 settembre 79), scrittore e naturalista latino, il quale ci indica anche una possibile etimologia: questo termine discenderebbe da un vocabolo greco ”laimos” il cui significato è “fauci – gola”. Ma potrebbe discendere anche da altre parole greche: ”lamos” (= larga cavità), oppure dal nome di una regina libica ”Làmia”. In quest'ultimo caso il collegamento esiste in quanto le mamme greche, per far star buoni i loro bambini, descrivevano questa regina come un mostro capace di ingoiarli (come del resto fa il fiore di queste piante quando un bombo entra nel tubo corollino in cerca del nettare).
Il nome scientifico della sottofamiglia è stato definito dal botanico contemporaneo Raymond Mervyn Harley (1936-) nella pubblicazione "Kew Bulletin. Kew, England - 58(3): 765." del 2003.

## Descrizione

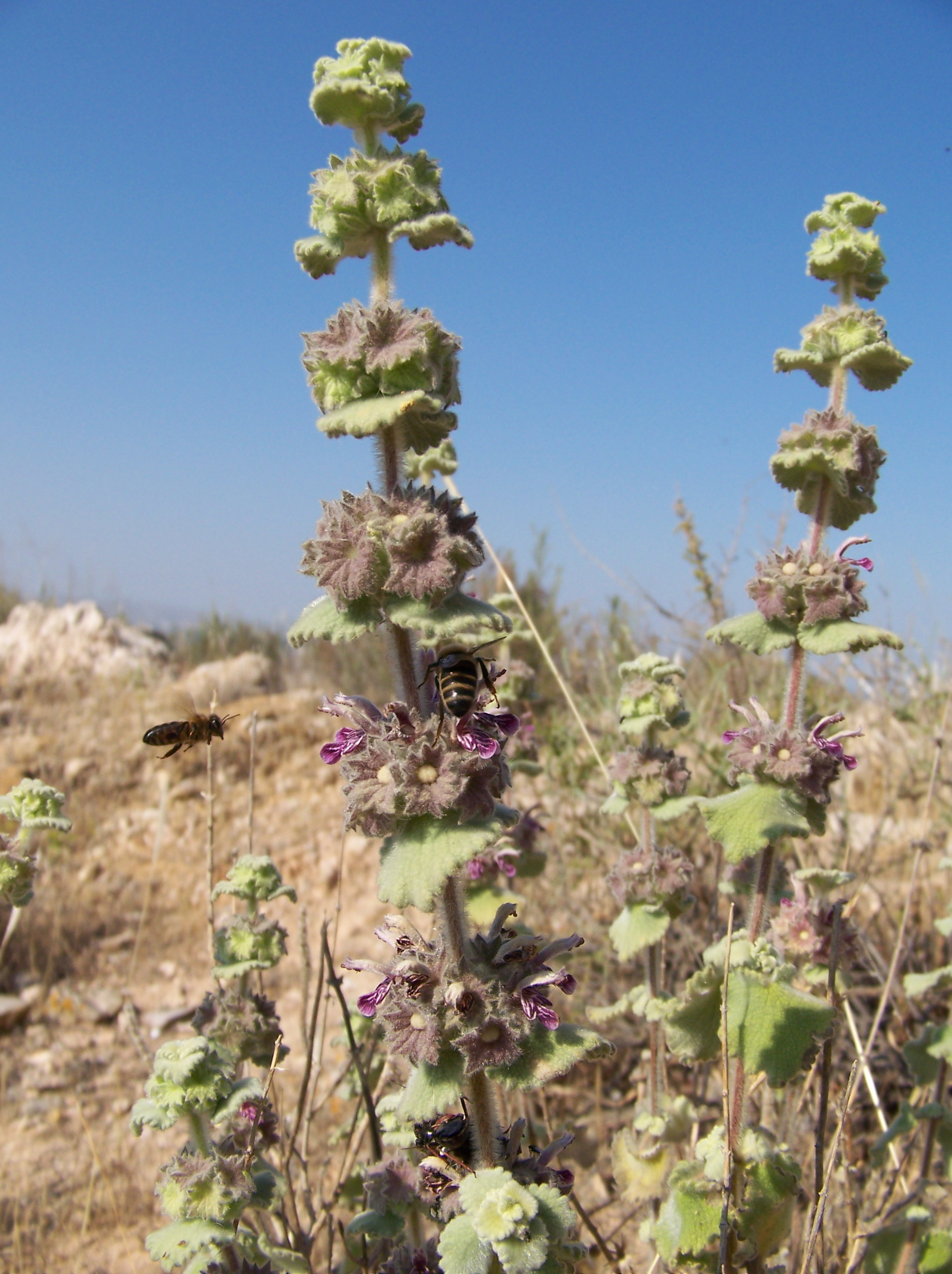
Il portamento
Ballota hirsuta
(Tribù Marrubieae)

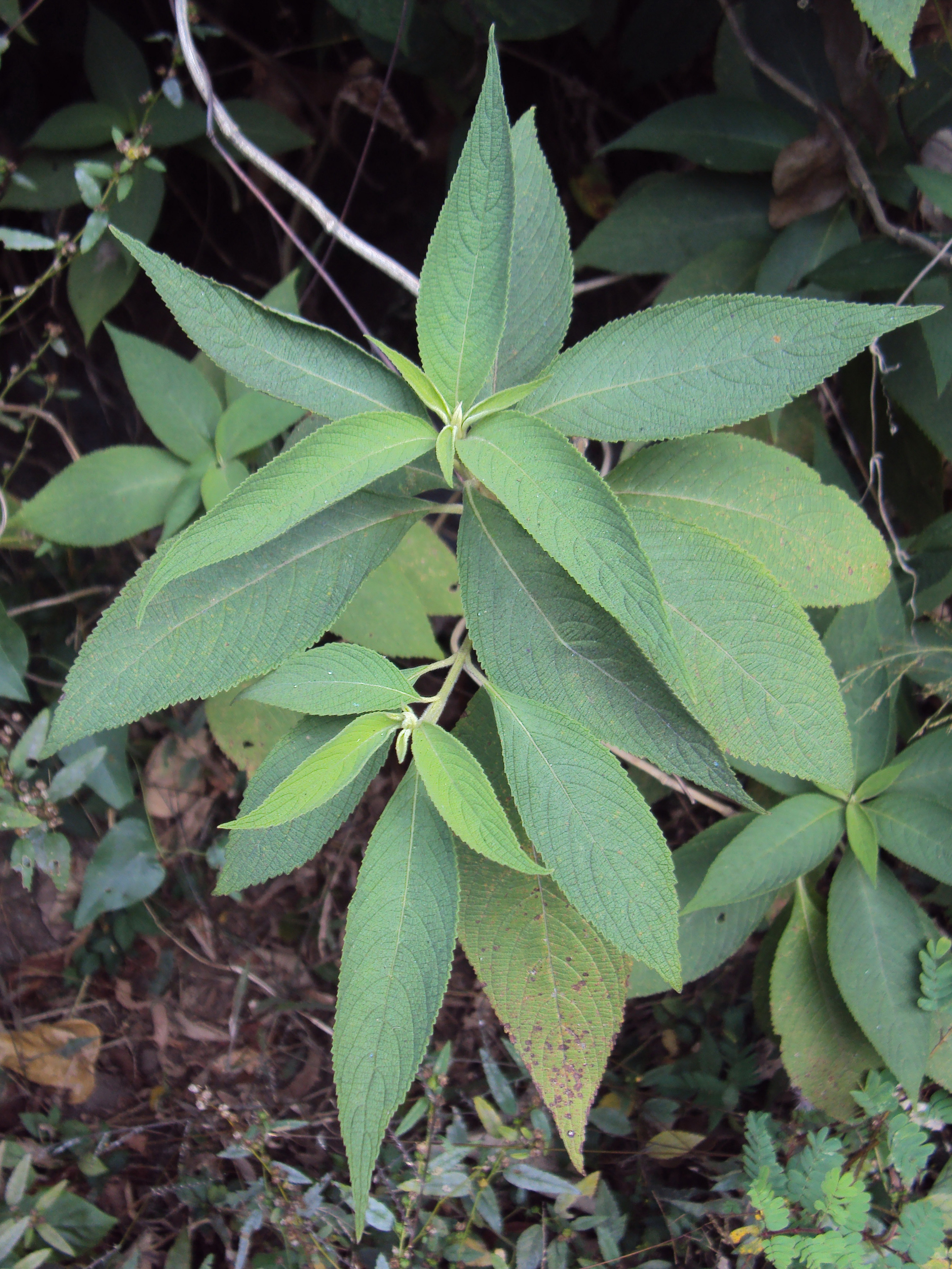
Le foglie
Colebrookea oppositifolia
(Tribù Pogostemoneae)

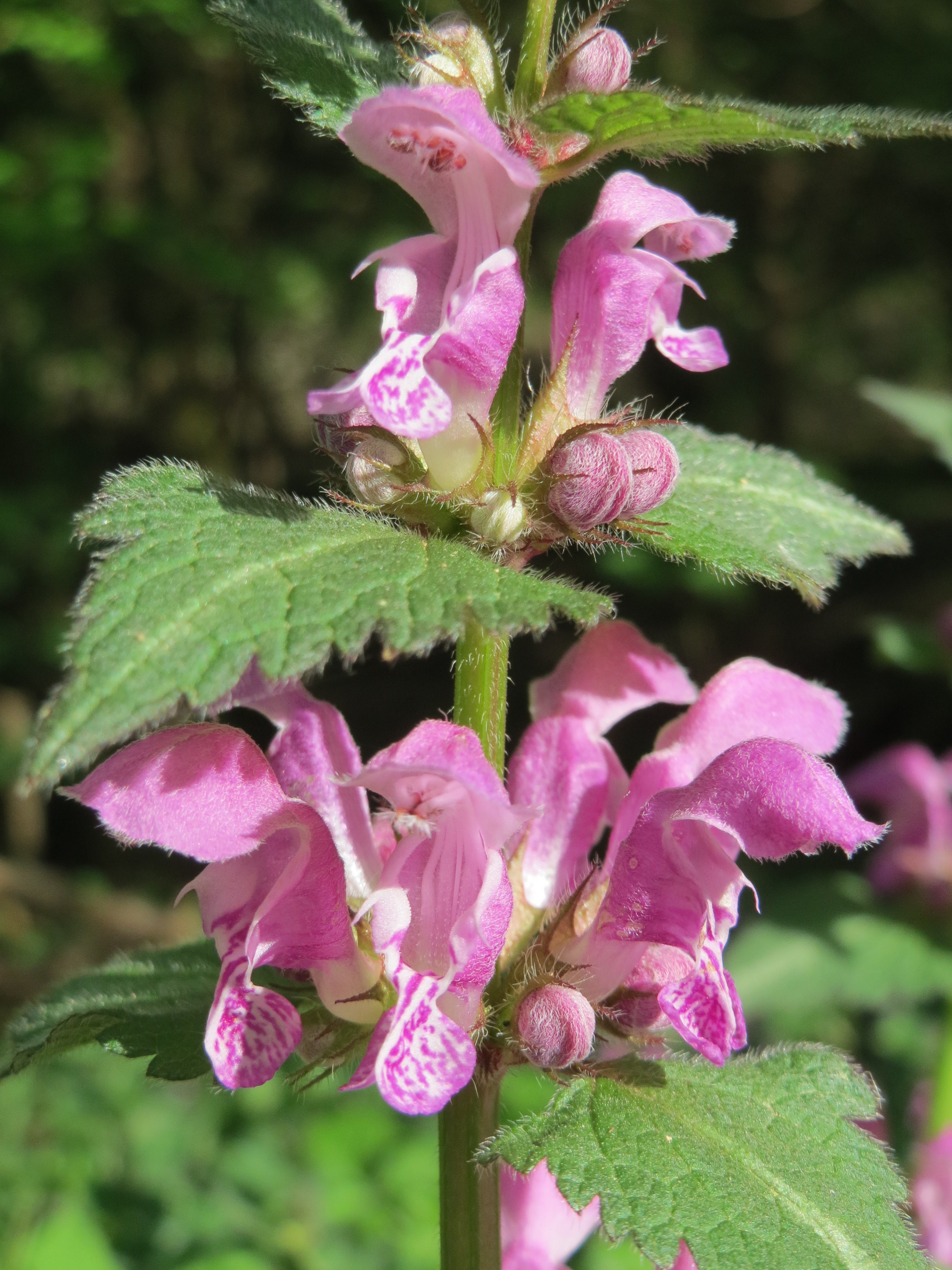
Infiorescnza
Lamium maculatum
(Tribù Lamieae)

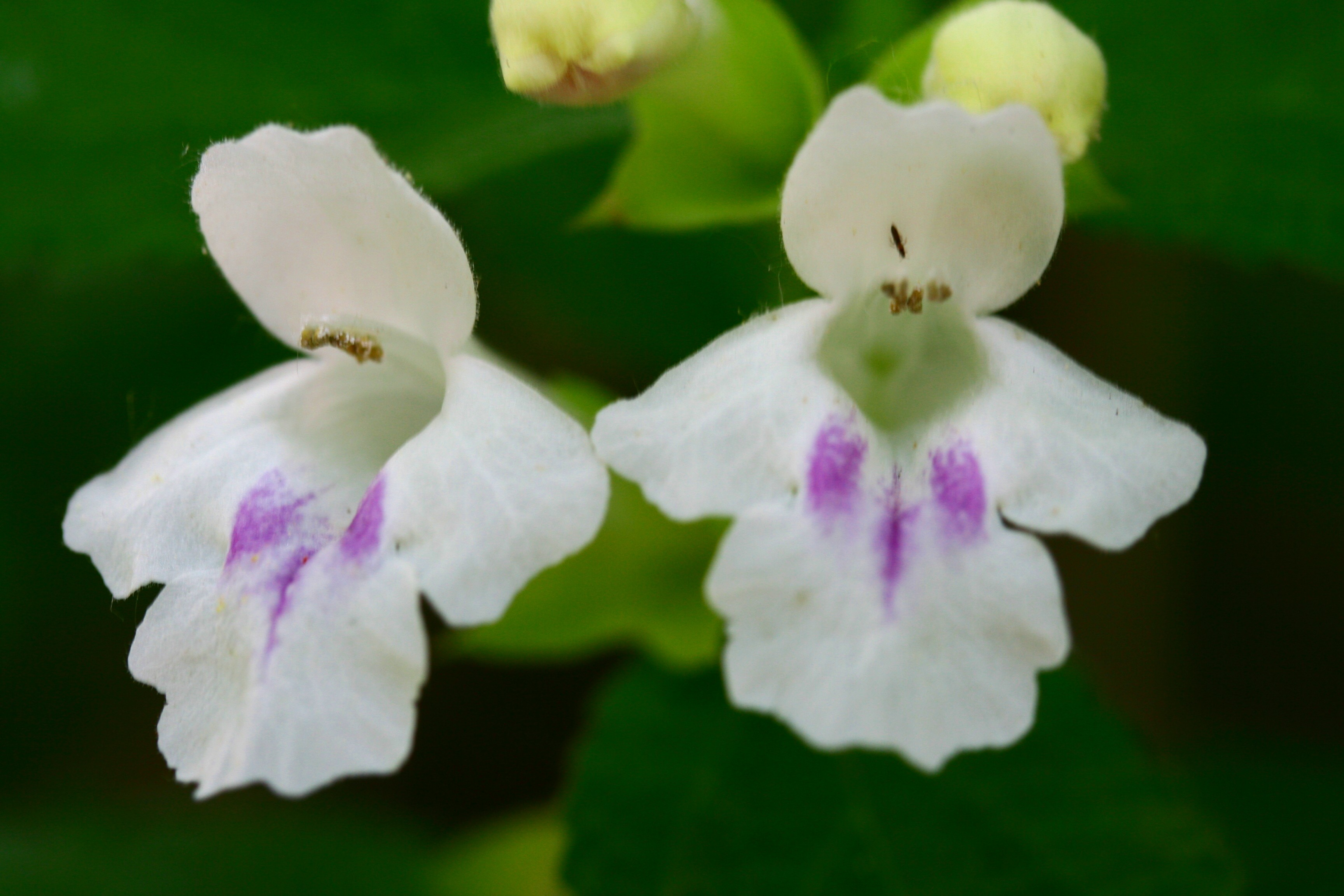
I fiori
Melittis melissophyllum
(Tribù Stachydeae)

- Il portamento delle specie di questa tribù è erbaceo annuale o perenne di tipo rizomatoso o stolonifero. Raramente sono presenti piccoli alberi. L'indumento è pubescente per peli semplici, oppure è tomentoso-lanoso. Il fusto in genere ha una sezione quadrangolare a causa della presenza di fasci di collenchima posti nei quattro vertici, mentre le quattro facce sono concave. Raramente all'ascelle delle foglie sono presenti delle spine. In alcune specie sono presenti ghiandole contenenti oli eterei che emanano caratteristici aromi e profumi.[2][4][5][6][7][8]
- Le foglie lungo il fusto sono disposte in modo opposto (in genere a due a due), qualche volta si presentano verticillate. Possono essere sia sessili che picciolate. La forma è varia: da lanceolata a ovata con bordi interi o variamente lobati. Sono presenti anche foglie di tipo pennato.
- Le infiorescenze sono di tipo tirsoide o racemoso e sono formate da verticilli ascellari sovrapposti. Ogni verticillo è composto da più fiori (da uno a molti) disposti circolarmente poggianti su due grandi brattee fogliose (o semplicemente delle foglie) lievemente staccate dall'infiorescenza vera e propria. Le brattee inferiori sono larghe e perlopiù simili alle foglie; altre volte le brattee sono tutte più piccole delle foglie. Le brattee del verticillo seguente sono disposte in modo alternato. In alcune specie le forme delle brattee sono subulate, in altre le brattee sono spinose. Possono essere presenti oppure no anche delle bratteole.
- I fiori sono ermafroditi, zigomorfi (il calice in genere è attinomorfo), tetrameri (4-ciclici), ossia con quattro verticilli (calice – corolla - androceo – gineceo) e pentameri (5-meri: la corolla e il calice sono a 5 parti). Sono inoltre omogami (autofecondanti) e ricchi di nettare.

- Formula fiorale. Per la famiglia di queste piante viene indicata la seguente formula fiorale:

X, K (5), [C (2+3), A 2+2] G (2), (supero), drupa, 4 nucule
- Calice: il calice, gamosepalo e più o meno attinomorfo (a volte debolmente zigomorfo), è normalmente formato da 5 lobi uguali o subuguali, diritti e lanceolati o anche triangolari e spinescenti. A volte il calice si presenta debolmente bilabiato, in questo caso i lobi possono essere raggruppati variamente: 2/3, oppure 3/2 oppure 3/2 oppure 1/4 (in quest'ultimo caso il lobo posteriore è quello più corto). I lobi possono arrivare fino a 30 in alcune specie. Il tubo del calice, a forma da tubolare a campanulata, alla fruttificazione, può gonfiarsi lievemente. La superficie del calice ha 5-10 venature. All'interno del calice sono presenti alcuni cristalli prismatici di ossalato di calcio.

- Corolla: la corolla, gamopetala e zigomorfa, ha la forma di un tubo dilatato nella parte distale e termina con due evidenti labbra con 4 - 5 lobi (con struttura 1/3 se i lobi sono 4, raramente 3/1; se i lobi sono 5 allora la struttura è 2/3). Il labbro posteriore (in realtà quello superiore) è corto o moderatamente allungato, a forma di cappuccio, con bordo intero o smarginato (a volte è anche mucronato). Il labello (il labbro inferiore) è piatto ed ha un portamento patente e in generale è formato da tre lobi con quello centrale più grande; altre volte i tre lobi sono uguali oppure è il labello è intero. La corolla a volte può presentarsi densamente pubescente. Le fauci internamente sono circondate (oppure no) da un anello di peli (caratteristica comune a molte "labiate" che ha lo scopo di impedire l'accesso ad insetti più piccoli e non adatti all'impollinazione). I colori sono rosso-porpora, giallo o bianco.

- Androceo: l'androceo possiede quattro stami didinami (quelli anteriori sono più lunghi) tutti fertili (raramente quelli posteriori sono sterili) e inclusi o sporgenti dalle fauci della corolla e posizionati sotto il labbro superiore. I filamenti sono adnati alla corolla, paralleli, diritti (sono tutti complanari) e incurvati all'innanzi; sono inoltre pelosi o glabri. Le antere sono ravvicinate a coppie; possono essere sia glabre (raramente) che pubescenti. Le teche sono 2 (biloculari) e poco o ben distinte; sono inoltre parallele o strettamente divergenti; la deiscenza è longitudinale (raramente è a valve). I granuli pollinici sono del tipo tricolpato o esacolpato. Il nettario a forma di disco o con lobi è ben sviluppato.

- Gineceo: l'ovario, profondamente 4-lobato, è supero formato da due carpelli saldati (ovario bicarpellare) ed è 4-loculare per la presenza di falsi setti divisori all'interno dei due carpelli. La placentazione è assile. Gli ovuli sono 4 (uno per ogni presunto loculo), hanno un tegumento e sono tenuinucellati (con la nocella, stadio primordiale dell'ovulo, ridotta a poche cellule). Lo stilo inserito alla base dell'ovario (stilo ginobasico) è del tipo filiforme. Lo stigma è bifido con lobi uguali o leggermente ineguali. Lo stilo è incluso nel tubo corollino.

- Il frutto è uno schizocarpo composto da 4 nucule (o due per aborto delle altre) secche o carnose, arrotondate o anche alate all'apice e a volte piatte e/o troncate; la superficie può essere liscia, glabra o pubescente. I frutti spesso rilasciano i semi con facilità (sono fragili).

## Riproduzione
- Impollinazione: l'impollinazione avviene tramite insetti tipo ditteri e imenotteri (impollinazione entomogama).[7] In particolare l'impollinazione avviene tramite il Bombo, ma anche api. In effetti la corolla di alcune di queste piante è sorprendentemente conformata alle dimensioni e struttura dei Bombi. Quando questi insetti cercano di entrare nel tubo corollino per raggiungere i nettari (posti alla base dell'androceo) con le loro vibrazioni scuotono le antere poste all'interno del labbro superiore. In questo modo fanno scendere e quindi aderire al loro dorso peloso il polline della pianta. Visitando poi un altro fiore, parte di questo polline andrà a cadere sullo stimma provocando così l'impollinazione e la successiva fecondazione. Questo senz'altro è uno dei più interessanti mutui rapporti tra mondo animale e mondo vegetale per il raggiungimento di reciproci interessi. È da aggiungere comunque che qualora il tubo corollino si presentasse troppo stretto per prelevare il nettare, il Bombo allora si porta all'esterno del fiore e incomincia a rosicchiare la base della corolla raggiungendo così alla fine, per una via non naturale, il suo obiettivo: il nettare.[2]
- Riproduzione: la fecondazione avviene fondamentalmente tramite l'impollinazione dei fiori (vedi sopra).
- Dispersione: i semi cadendo a terra (dopo essere stati trasportati per alcuni metri dal vento – disseminazione anemocora) sono successivamente dispersi soprattutto da insetti tipo formiche (disseminazione mirmecoria).[11] I semi hanno una appendice oleosa (elaisomi, sostanze ricche di grassi, proteine e zuccheri) che attrae le formiche durante i loro spostamenti alla ricerca di cibo.[12]

## Distribuzione e habitat
La distribuzione delle specie di questa sottofamiglia è cosmopolita con gli habitat più vari. Nella tabella seguente è indicata la distribuzione delle varie tribù:

| Tribù            | Distribuzione |
| ---------------- | --- |
| Gomphostemmateae | Asia orientale (Cina soprattutto). |
| Lamieae          | Foreste temperate del Vecchio Mondo; habitat alpini anche a quote elevate (Himalaya); Asia occidentale (in particolare la regione Irano-Turanica).      |
| Leucadeae        | Afro-asiatica con climi caldi (anche semidesertici) e zone montagnose secche.                                                                           |
| Leonureae        | Eurasiatica (luoghi sassosi, foreste o terreni disturbati dei climi temperati).                                                                         |
| Marrubieae       | Euromediterranea con habitat relativi a climi per lo più temperati e luoghi asciutti.                                                                   |
| Paraphlomideae   | Asiatica orientale con habitat tipici delle foreste e pendii collinari tropicali e subtropicali indonesiani o delle foreste montane giapponesi.         |
| Phlomideae       | Eurasiatica (fino alla Cina) con habitat temperati caldi, ma anche tipici delle foreste ai margini delle zone alpine.                                   |
| Pogostemoneae    | Eurasiatica (fino alla Cina e oltre) con habitat da temperati a subtropicali, ma anche nell'umido delle foreste tropicali.                              |
| Stachydeae       | Eurasiatica con habitat molto vari (temperato, alpino, foreste umide, zone secche principalmente costiere, pendii rocciosi e aree sabbiose desertiche). |
| Synandreae       | Nordamericana (terreni sabbiosi o zone umide o boschi mesofiti oppure suoli calcarei).                                                                  |

## Tassonomia
La famiglia di appartenenza della sottofamiglia (Lamiaceae), molto numerosa con circa 250 generi e quasi 7000 specie, ha il principale centro di differenziazione nel bacino del Mediterraneo e sono piante per lo più xerofile (in Brasile sono presenti anche specie arboree). Per la presenza di sostanze aromatiche, molte specie di questa famiglia sono usate in cucina come condimento, in profumeria, liquoreria e farmacia. La famiglia è suddivisa in 7 sottofamiglie; la sottofamiglia Lamioideae è una di queste.

### Filogenesi

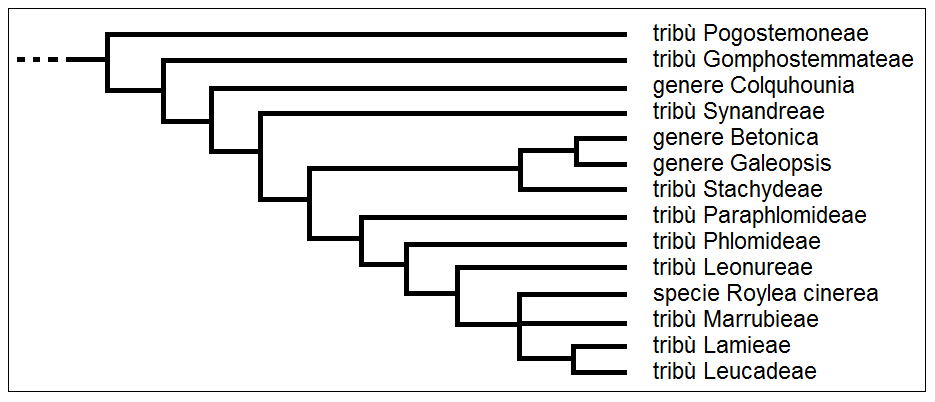
Cladogramma della sottofamiglia

All'interno della famiglia, Lamioideae è "gruppo fratello" della sottofamiglia Scutellarioideae e insieme occupano la parte più interna della famiglia. La conoscenza interna della sottofamiglia in questi ultimi anni è notevolmente migliorata per merito di studi specifici. In generale tutte le tribù risultano monofiletiche, mentre diversi generi rimangono ancora para- o polifiletici (Ballota, Leonotis, Leonurus, Leucas, Phlomis, Sideritis, Stachys, Otostegia, Lagopsis, Lamium, Microtoena, Moluccella, Phlomoides e Thuspeinanta) e i seguenti generi sono ancora da considerare "incertae sedis": 
- Betonica L. - Questo genere tradizionalmente viene considerato un sinonimo di Stachys[14][15], ma alcune specie (B. alupecuros, B. macrantha, B. macrostachya, B. officinalis e B. scardica) in base alle ultime ricerche filogenetiche di tipo cladistico sembrano acquistare una certa autonomia in un clade "gruppo fratello" del genere Galeopsis.
- Colquhounia Wall., 1822 - Le tre specie di questo genere da un punto di vista filogenetico sono molto vicine alle specie della tribù Gomphostemmateae, ma non sufficientemente da descriverle all'interno della stessa.
- Galeopsis L., 1753 - I due sottogeneri di questo gruppo (Galeopsis Rchb. e Ladanum Rchb.) formano un clade ben sostenuto, e per il momento rimangono posizionati "esternamente" alle tribù come "gruppo fratello" della tribù Stachydeae insieme al risorto genere Betonica.
- Holocheila longipedunculata S. Chow (genere monospecifico) - Per questo genere monospecifico mancano dati; si differenzia dal resto delle Lamioideae per avere l'ovario meno profondamente lobato e il labbro superiore della corolla più corto di altre specie; secondo alcuni Autori potrebbe essere collocato vicino al genere Colebrookea (tribù Pogostemoneae) come "gruppo fratello".
- Metastachydium sagittatum (Regel) C.Y. Wu & H.W. Li (genere monospecifico) - Mancano dati certi per la sua collocazione.
- Paralamium gracile Dunn (genere monospecifico) - Mancano dati certi per la sua collocazione; da alcuni botanici è descritto all'interno della tribù Stachydeae, mentre per altri è più vicino alla tribù Pogostemoneae.
- Roylea cinerea (D. Don) Baill. (genere monospecifico) - Mancano dati certi per la sua collocazione; per il momento è inserito (esternamente alle tribù) nel gruppo delle tribù Marrubieae, Lamieae e Leucadeae.[16][17]

Il cladogramma a lato, tratto dallo studio citato e semplificato, dimostra la struttura interna della sottofamiglia.
La sottofamiglia ha incominciato a diversificarsi circa 23 milioni di anni fa.

### Composizione della sottofamiglia
La sottofamiglia comprende 10 tribù, 57 generi e circa 1190 specie (sono da aggiungere 6 generi incertae sedis con 17 specie).

#### Tribù GomphostemmateaeScheen & Lindqvist, 2010
Comprende 3 generi e 54 specie:
- Bostrychanthera Benth., 1876 (1 - 2 specie)
- Chelonopsis Miq., 1865 (13 - 16 specie)
- Gomphostemma Wall. ex Benth., 1830 (30 - 36 specie)

#### Tribù LamieaeCoss. & Germ., 1845
Comprende 4 generi e 48 specie:
- Alajja Ikonn, 1971 (3 specie)
- Eriophyton Benth., 1829 (Una specie: Eriophyton wallichii Benth.)
- Lamium L., 1753 (41 specie)
- Stachyopsis Popov & Vved., 1923 (3 specie)

#### Tribù LeucadeaeScheen & Ryding, 2010
Comprende 6 generi e circa 165 specie:
- Acrotome Benth. ex Endl., 1838 (8 specie)
- Isoleucas O. Schwartz, 1939 (2 specie)
- Leonotis (Pers.) R. Br., 1810 (40 specie)
- Leucas Burm. ex R. Br., 1810 (100 specie)
- Otostegia Benth., 1834 (11 specie)
- Rydingia Scheen & V.A.Albert, 2007 (4 specie)

#### Tribù LeonureaeDumort., 1827
Comprende 6 generi e circa 60 specie:
- Chaiturus Ehrh. ex Willd., 1787 (Una specie: Chaiturus marrubiastrum (L.) Ehrh. ex Rchb.)
- Lagochilus Bunge ex. Benth., 1834 (Circa 40 specie)
- Lagopsis Bunge, 1835 (4 specie)
- Leonurus L., 1753 (4 specie)
- Loxocalyx Hemsl., 1890 (2 specie)
- Panzerina Sojak, 1982 (6 specie)

#### Tribù MarrubieaeEngl., 1892
Comprende 4 generi e 70 specie:
- Ballota L., 1753 (35 specie)
- Marrubium L., 1753 (30 specie)
- Moluccella L., 1753 (4 specie)
- Sulaimania Hedge & Rech.f., 1982 (Una specie: Sulaimania otostegioides (Prain) Hedge)

#### Tribù ParaphlomideaeBendiksby, 2011
Comprende 3 generi e 14 specie:
- Ajugoides Makino, 1915 (Una specie: Ajugoides humilis (Miq.) Makino)
- Matsumurella Makino, 1915 (5 specie)
- Paraphlomis  (Prain) Prain, 1908 (8 specie)

#### Tribù PhlomideaeMathiesen, 2010
Comprende 4 generi e oltre 160 specie (fin quasi 280 secondo altri Autori):
- Eremostachys Bunge, 1830 (Oltre 60 specie)
- Notochaete  Benth., 1829 (Circa 2/5 specie)
- Phlomis L., 1753 (Oltre 100 specie)
- Pseudomarrubium Popov, 1940 - (una specie: Pseudomarrubium eremostackydioides Popov)

#### Tribù PogostemoneaeBriq., 1895
Comprende 10 generi e 132 specie:
- Achyrospermum Blume, 1826 (10 specie)
- Anisomeles R. Br., 1810 (13 specie)
- Colebrookea Sm., 1806 (Una specie: Colebrookea oppostifolia Sm.)
- Comanthosphace S. Moore, 1877 (5 specie)
- Craniotome Rchb., 1825 (Una specie: Craniotome furcata (Link) Kuntza)
- Eurysolen Prain, 1898 (Una specie: Eurysolen gracilis Prain)
- Leucosceptrum Sm., 1805 (3 specie)
- Microtoena Prain, 1889 (Circa 25 specie)
- Pogostemon Desf., 1815 (71 specie)
- Rostrinucula Kudò, 1929 (2 specie)

#### Tribù StachydeaeDumort., 1827
Comprende 12 generi e circa 470 specie:
- Haplostachys (A. Gray) W.F. Hillebr., 1888 (6 specie)
- Melittis L., 1753 (Una specie: Melittis melissophyllum L. )
- Hypogomphia Bunge, 1872 (Circa 4 specie)
- Phlomidoschema (Benth.) Vved., 1941 (Una specie: Phlomidoschema parviflora (Benth.) Vved.)
- Phyllostegia Benth., 1830 (25 specie)
- Prasium L., 1753 (Una specie: Prasium majus L. )
- Sideritis L., 1753 (Circa 100 specie)
- Stachys L., 1753 (Circa 300 specie)
- Stenogyne Benth., 1830 (25 specie)
- Suzukia Kudo, 1930 (2 specie)
- Thuspeinanta T. Durand, 1888 (2 specie)

#### Tribù SynandreaeRaf., 1837
Comprende 5 generi e 18 specie:
- Brazoria Engelm. & A. Gray, 1845 (2 specie)
- Macbridea Elliott ex Nutt., 1818 (2 specie)
- Physostegia Benth., 1829 (12 specie)
- Synandra Nutt., 1818 (Una specie: Synandra hispidula (Michx.) Baill.)
- Warnockia M.W. Turner, 1996 (Una specie: Warnockia scutellarioides (Engelm. & A. Gary) M.W. Turner)

#### Generi incertae sedis
I seguenti generi (6 generi con 17 specie) allo stato attuale della descrizione della sottofamiglia (2015) non hanno ancora una collocazione ben definita:
- Colquhounia Wall., 1822 (3 specie) - Distribuzione: Himalaya e Cina.
- Galeopsis L., 1753 (11 specie) - Distribuzione: Eurasia temperata.
- Holocheila (Kudo) S. Chow, 1962 (Una specie: Holocheila longipedunculata S. Chow) - Distribuzione: Cina.
- Metastachydium A. Shaw ex C.Y. Wu & H.W. Li, 1977 (Una specie: Metastachydium sagittatum (Regel) C.Y. Wu & H.W. Li) - Distribuzione: Asia (centrale)
- Roylea Wall. ex Benth., 1829 (Una specie: Roylea cinerea (D. Don) Baill.) - Distribuzione: Himalaya
- Paralamium Dunn, 1913 (Una specie: Paralamium gracile Dunn.) - Distribuzione: Cina

### Generi e specie della flora europea
In Europa (e nell'areale del Mediterraneo) sono presenti i seguenti generi e specie:
| Tribù          | Genere       | Specie areale Euro-Mediterraneo | Specie Italia |
| -------------- | ------------ | ------------------------------- | ------------- |
| Lamieae        | Lamium       | 21                              | 9             |
| Leonureae      | Chaiturus    | 1                               | 1             |
| Leonureae      | Leonurus     | 4                               | 1             |
| Marrubieae     | Ballota      | 27                              | 4             |
| Marrubieae     | Marrubium    | 43                              | 4             |
| Marrubieae     | Moluccella   | 2                               | 1             |
| Phlomideae     | Eremostachys | 7                               |               |
| Phlomideae     | Phlomis      | 56                              | 4             |
| Stachydeae     | Melittis     | 1                               | 1             |
| Stachydeae     | Prasium      | 1                               | 1             |
| Stachydeae     | Sideritis    | Circa 160                       | 5             |
| Stachydeae     | Stachys      | Circa 165                       | 23            |
| Stachydeae     | Thuspeinanta | 1                               |               |
| Incertae sedis | Galeopsis    | 11                              | 8             |

## Alcune specie

### Tribù Gomphostemmateae

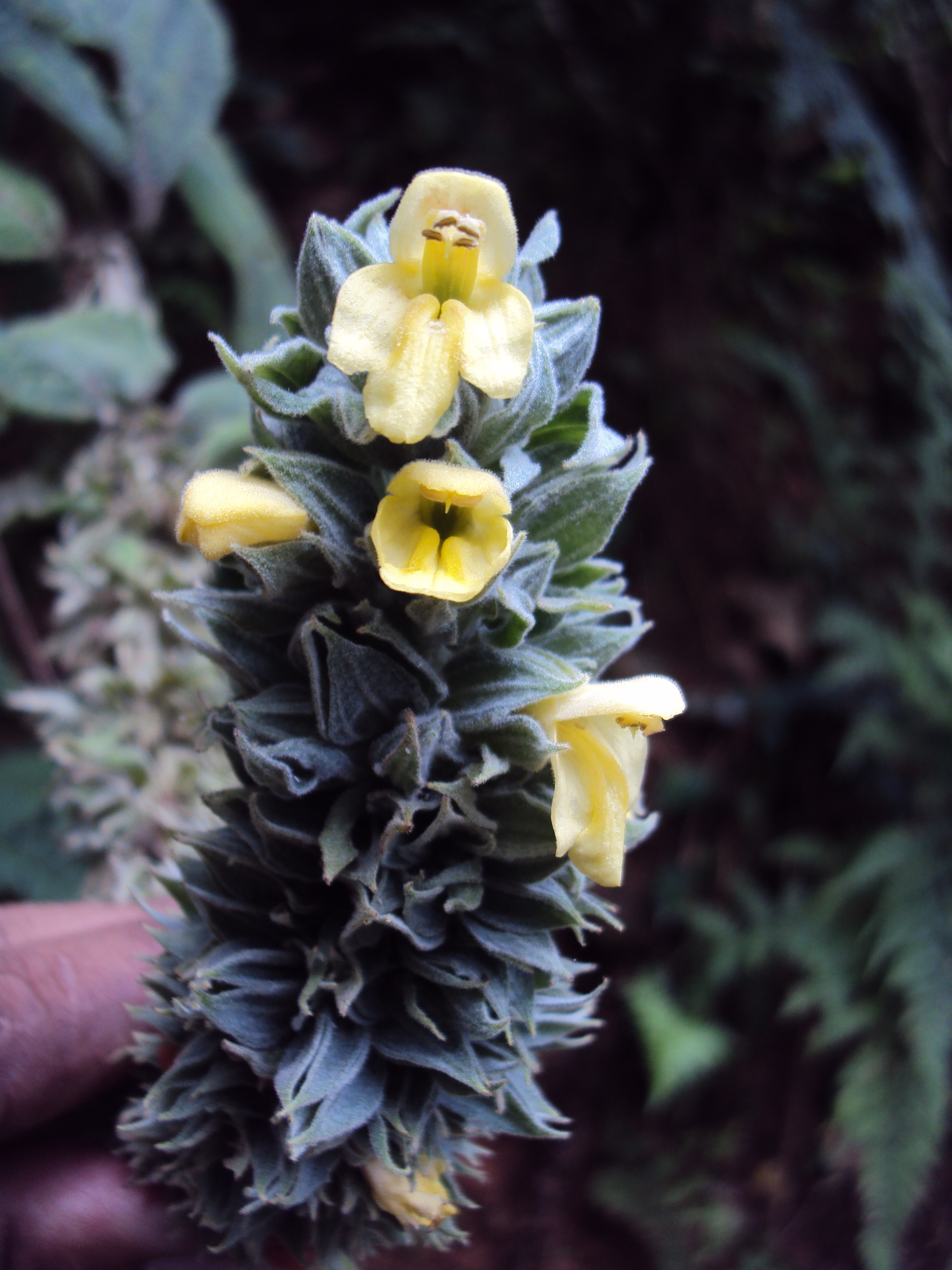
Gomphostemma heyneanum
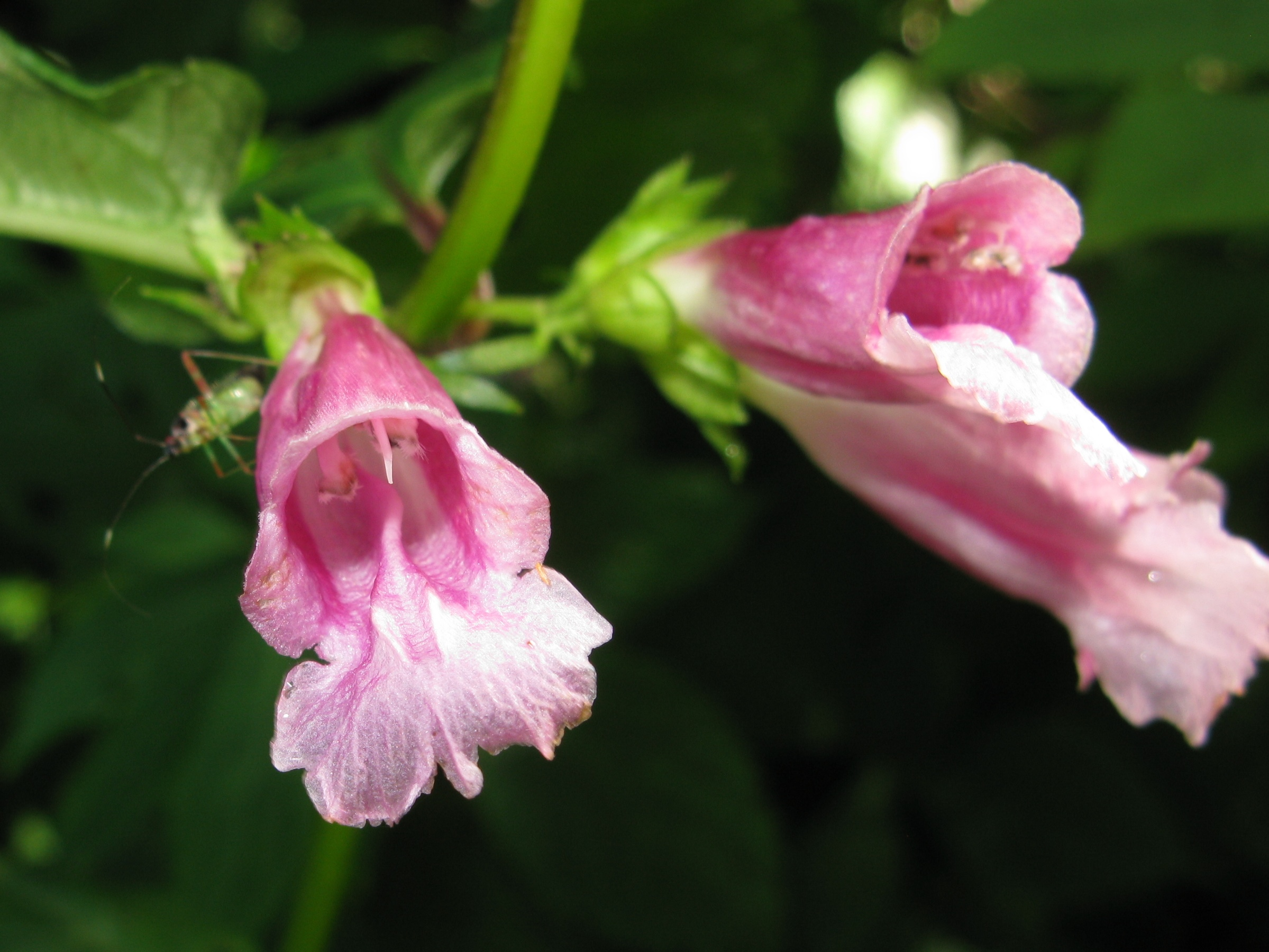
Chelonopsis moschata

### Tribù Lamieae

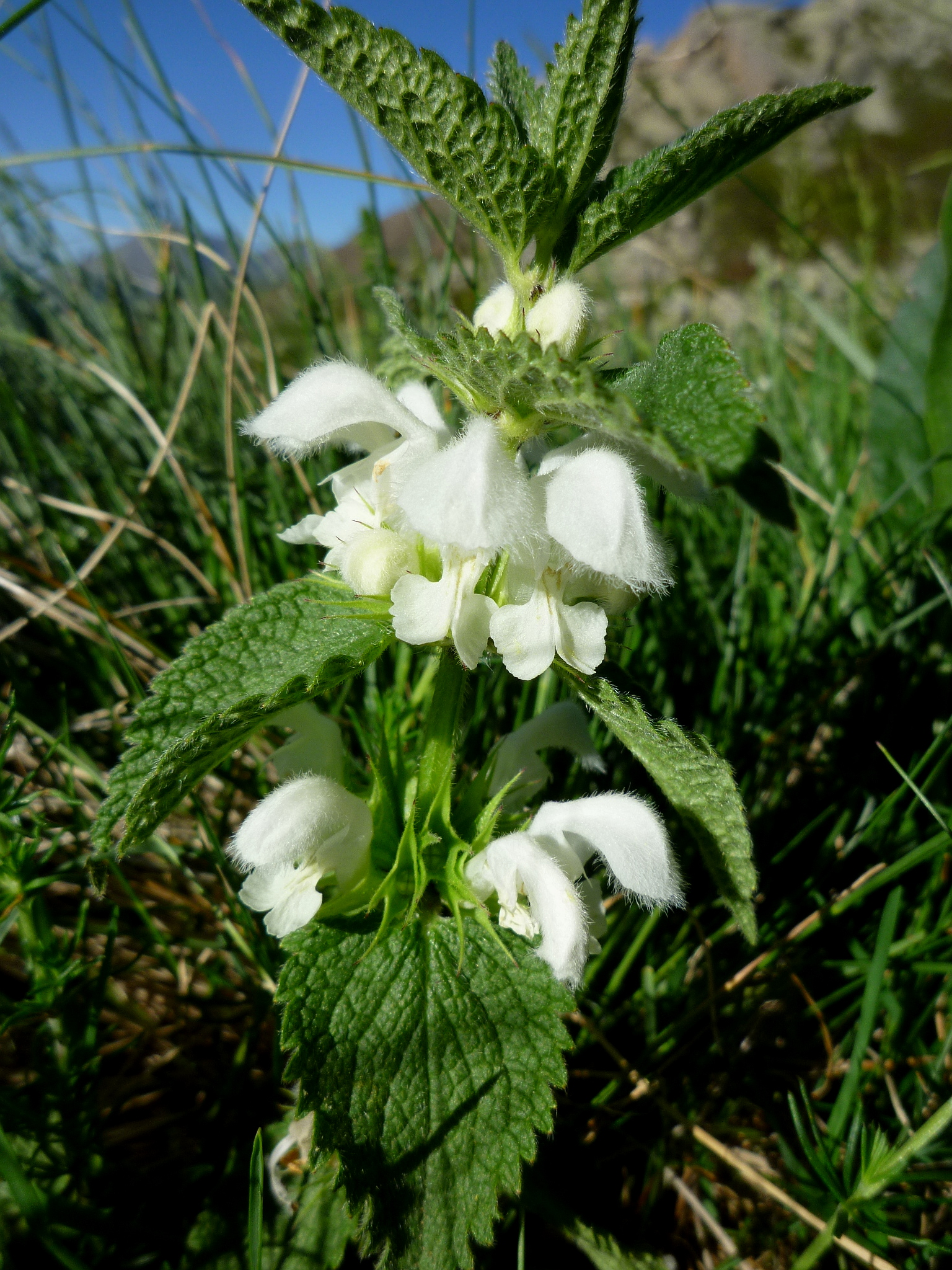
Lamium album
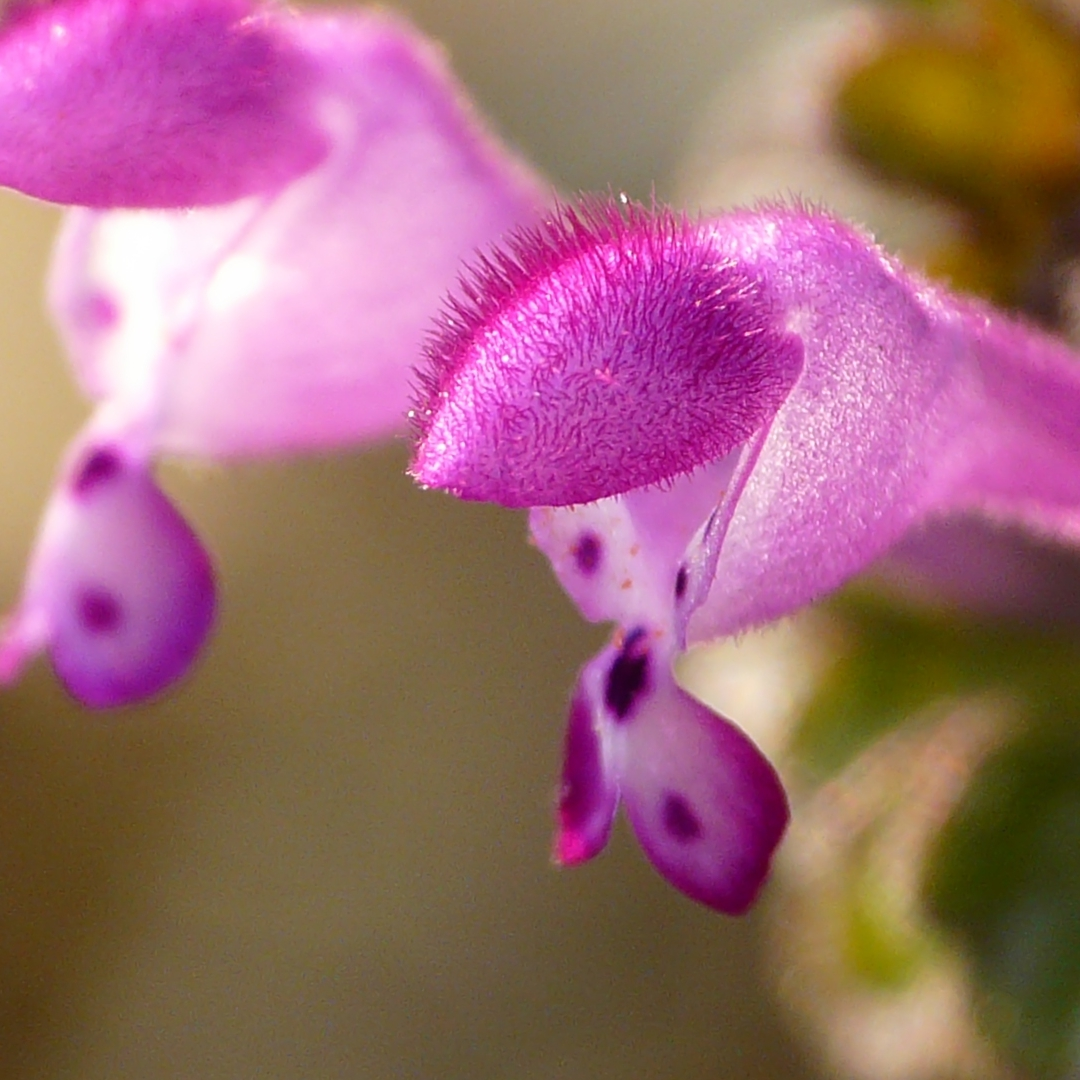
Lamium amplexicaule
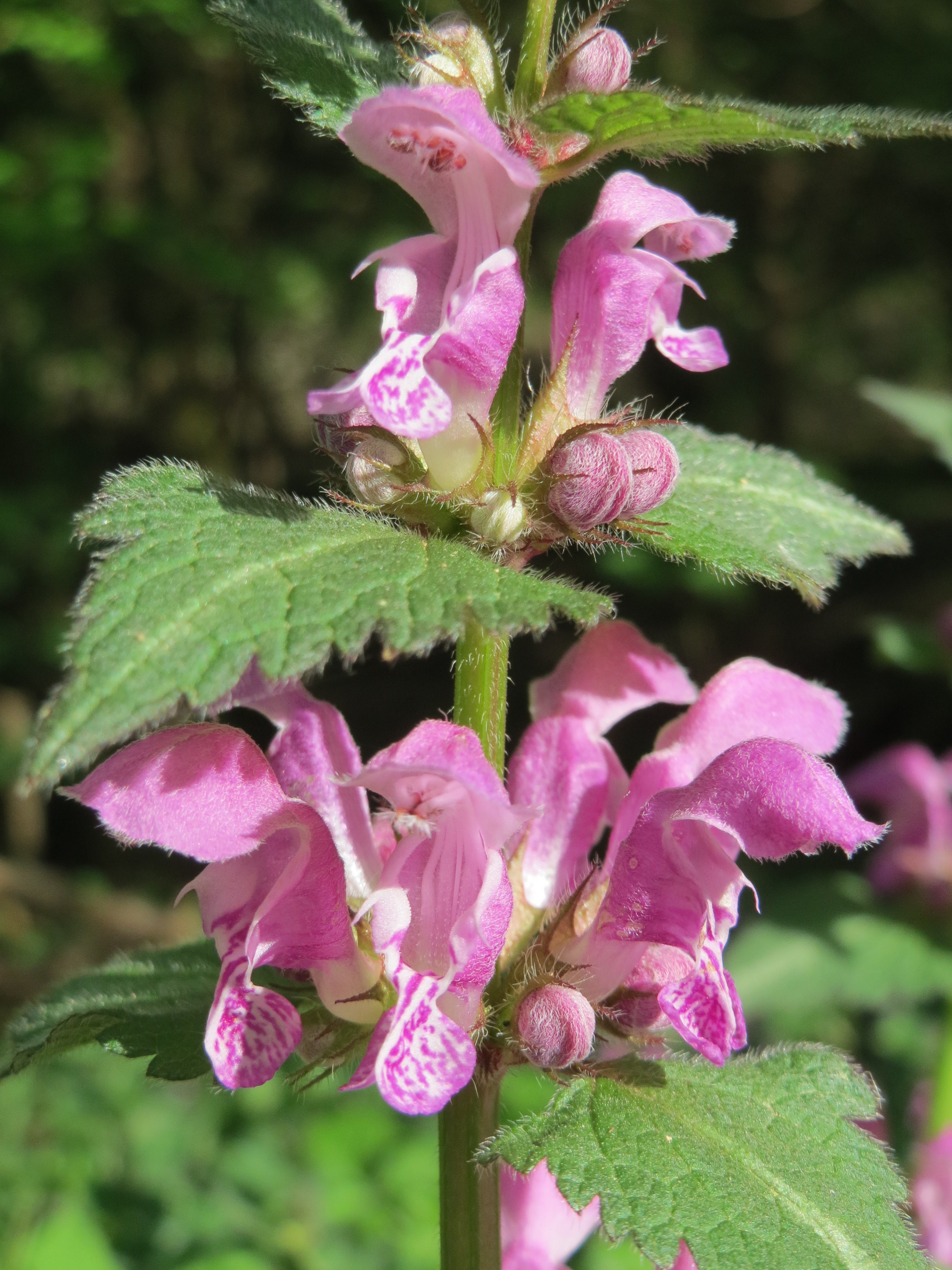
Lamium maculatum

### Tribù Leucadeae

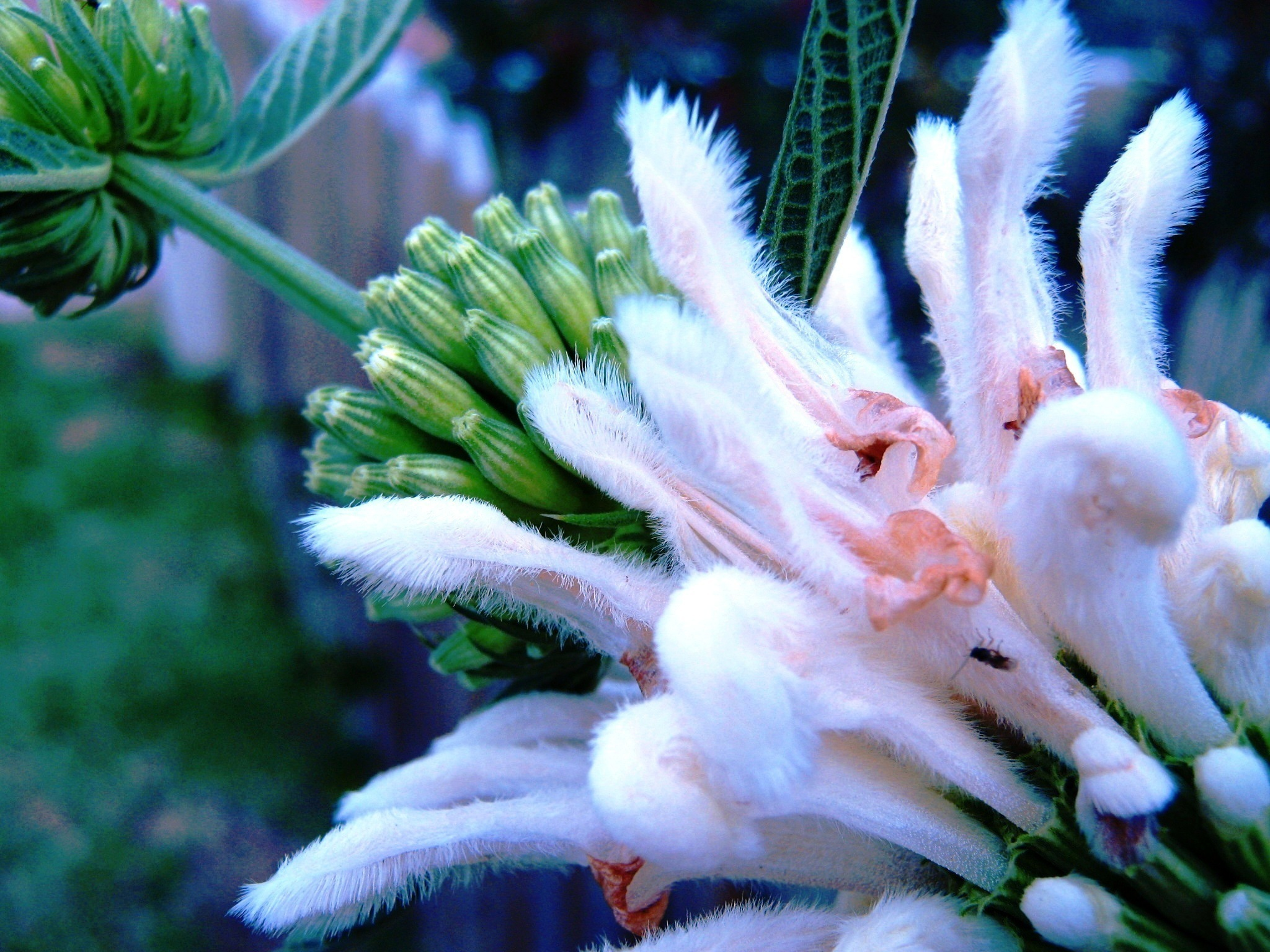
Leonitis leonurus
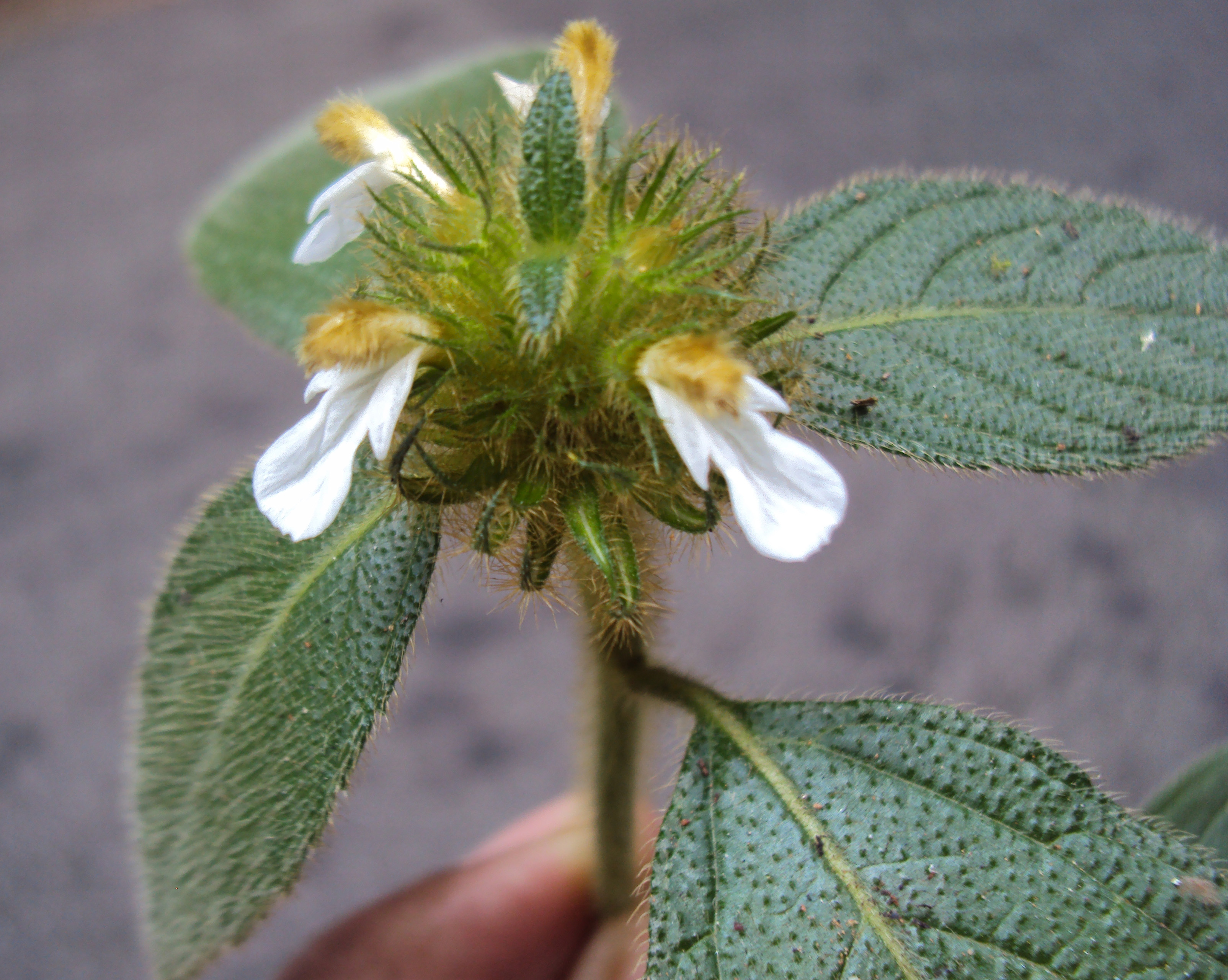
Leucas ciliata
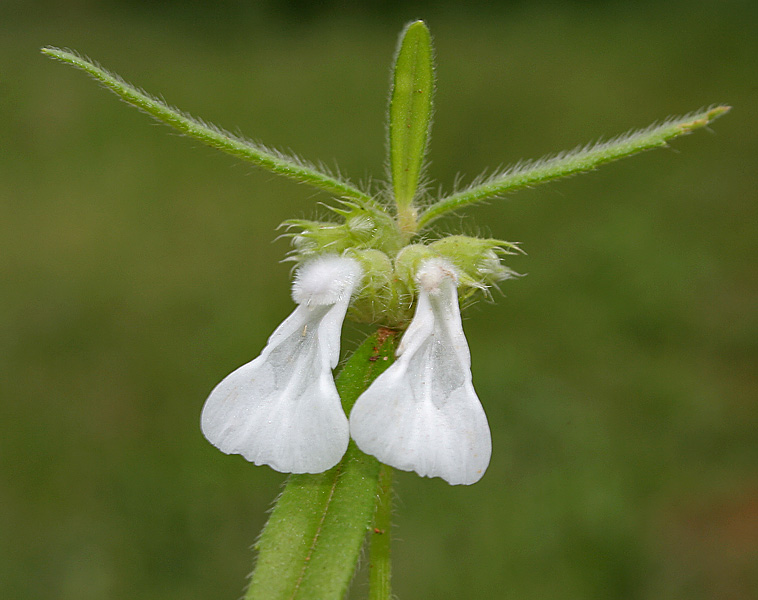
Leucas longifolia
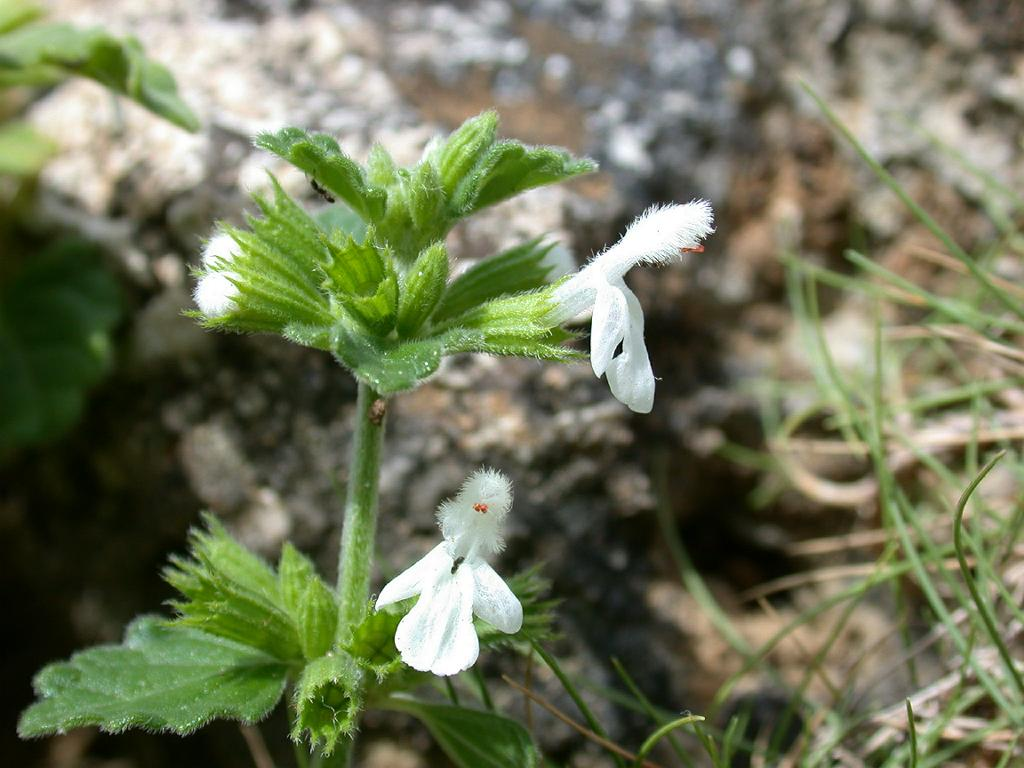
Leucas mollissima
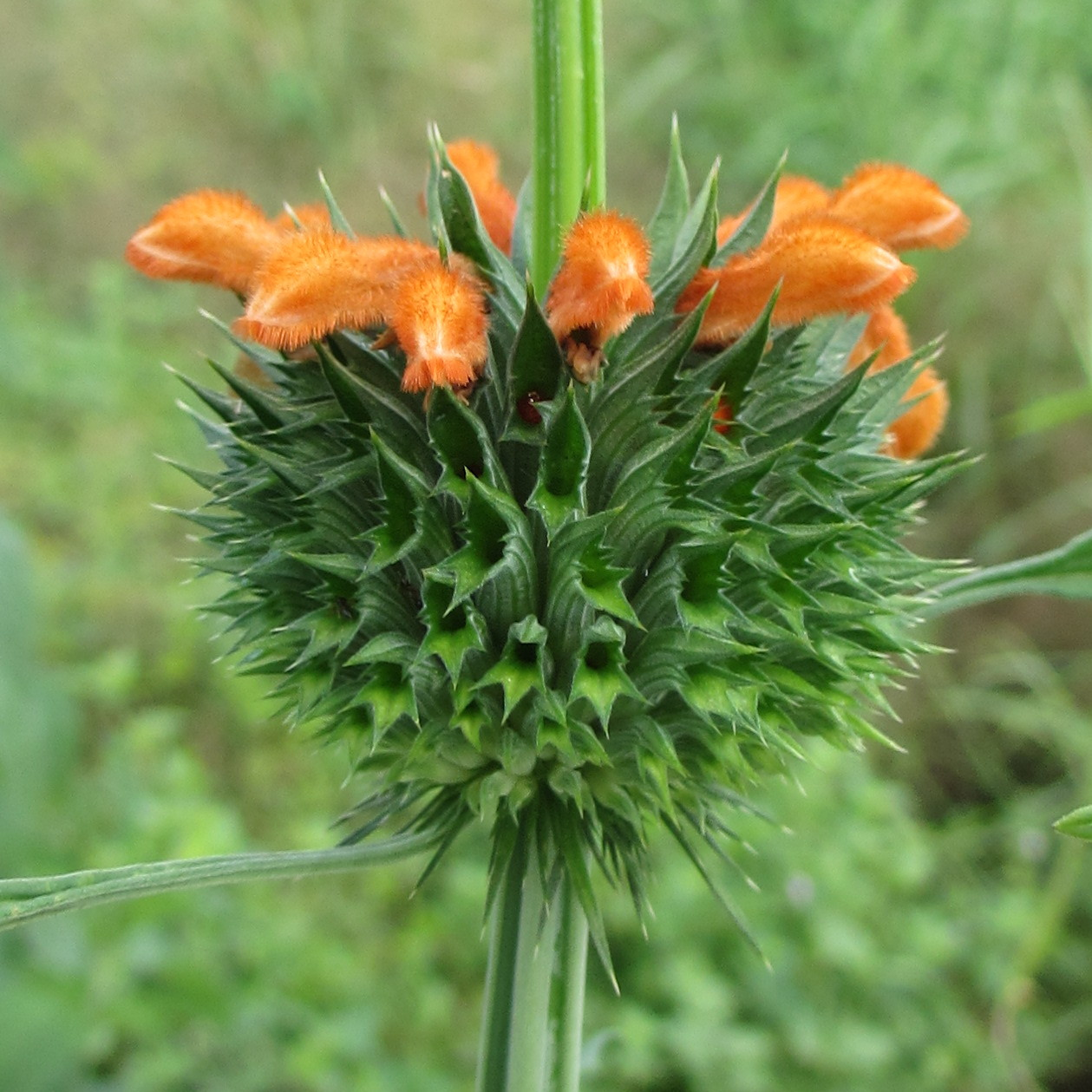
Leonotis ocymifolia

### Tribù Leonureae

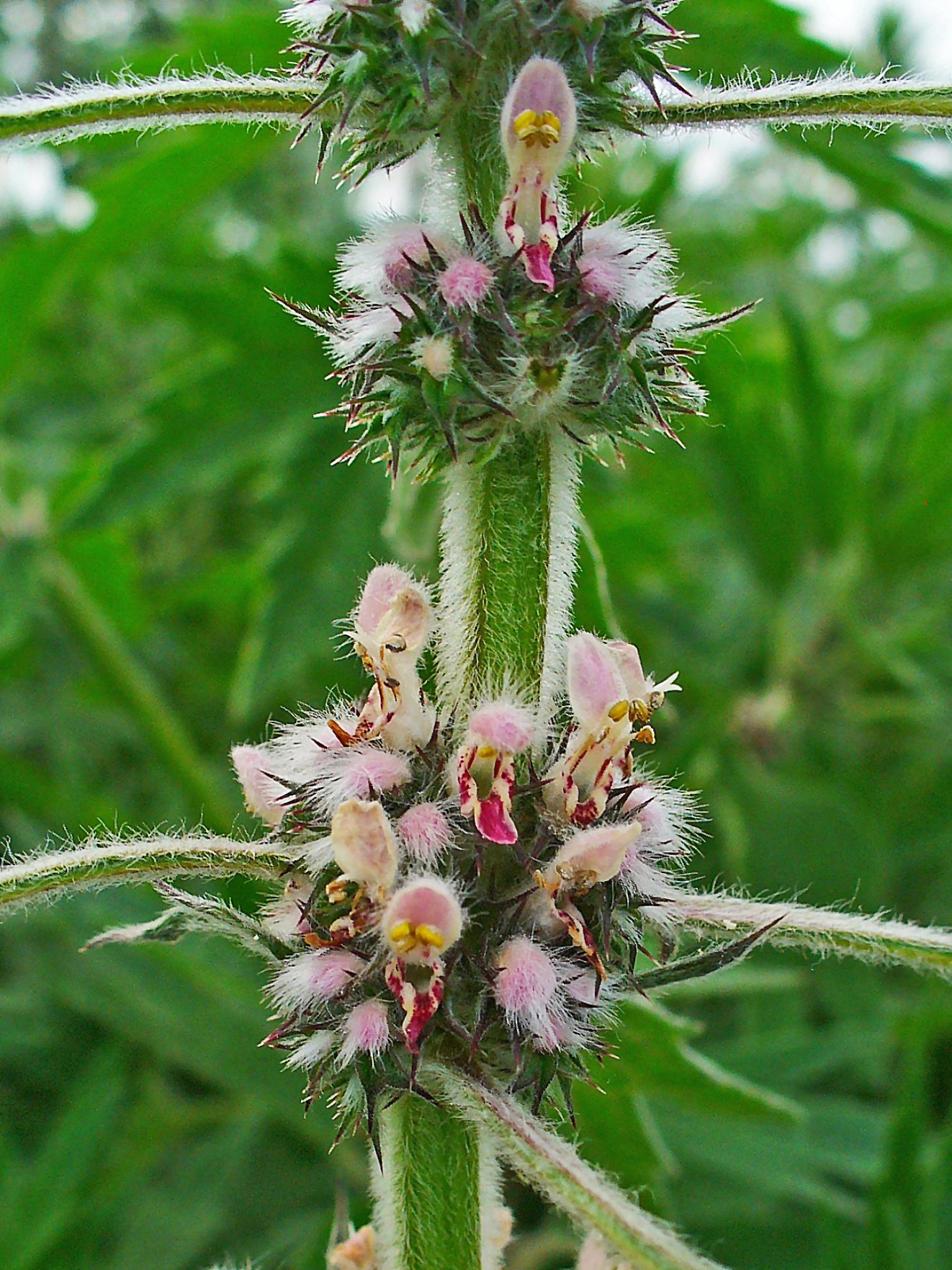
Leonurus cardiaca
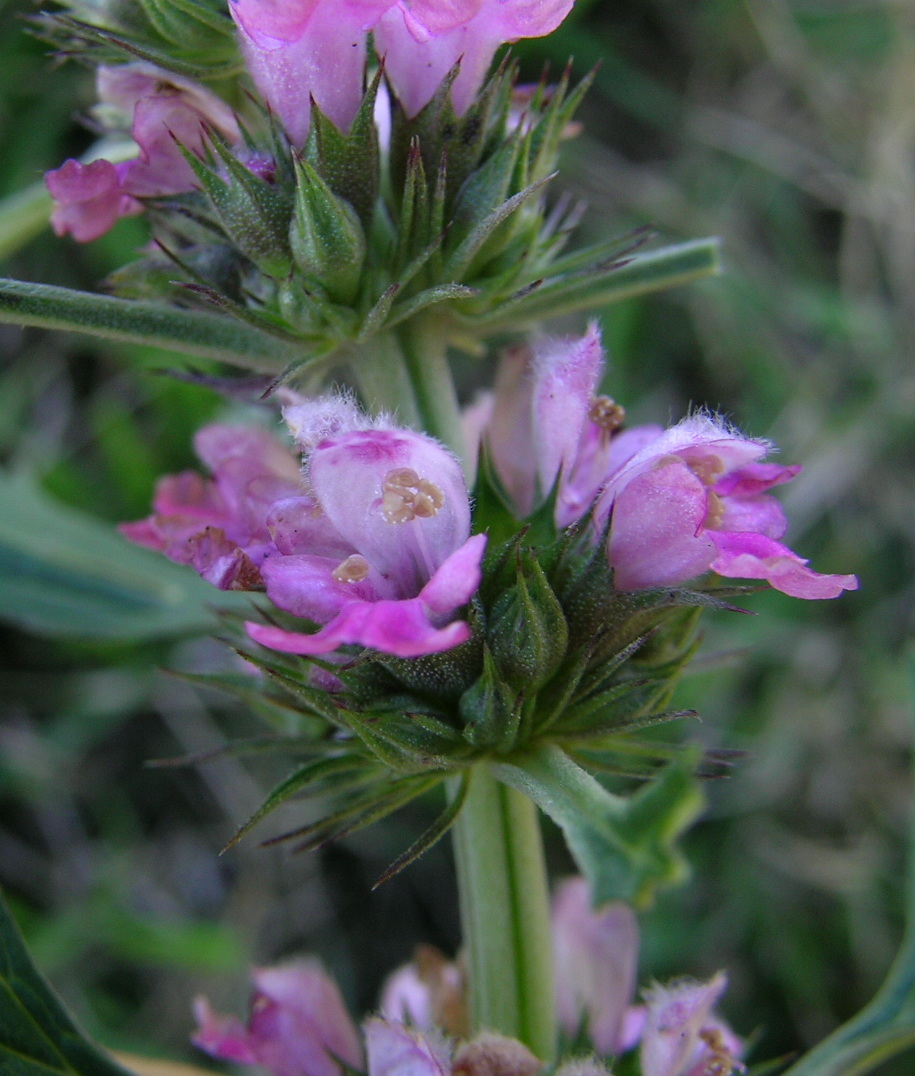
Leonurus japonicus
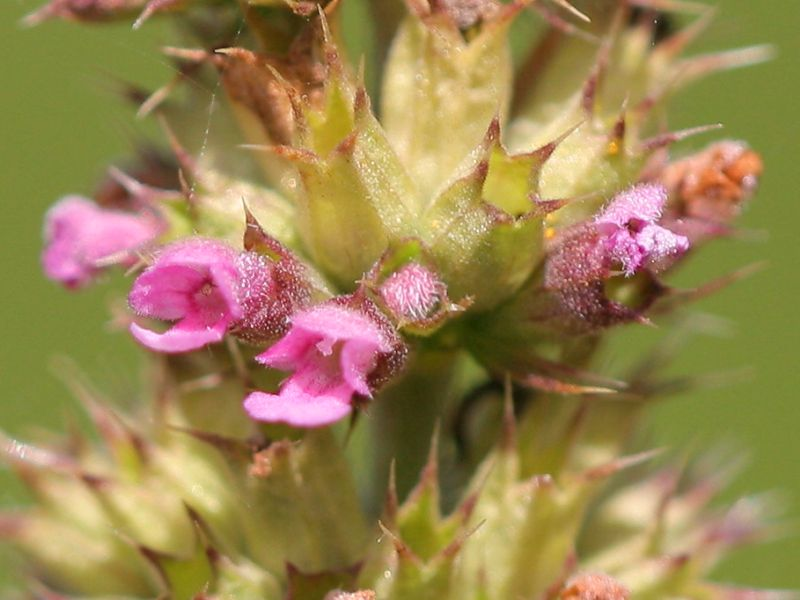
Leonurus marrubiastrum
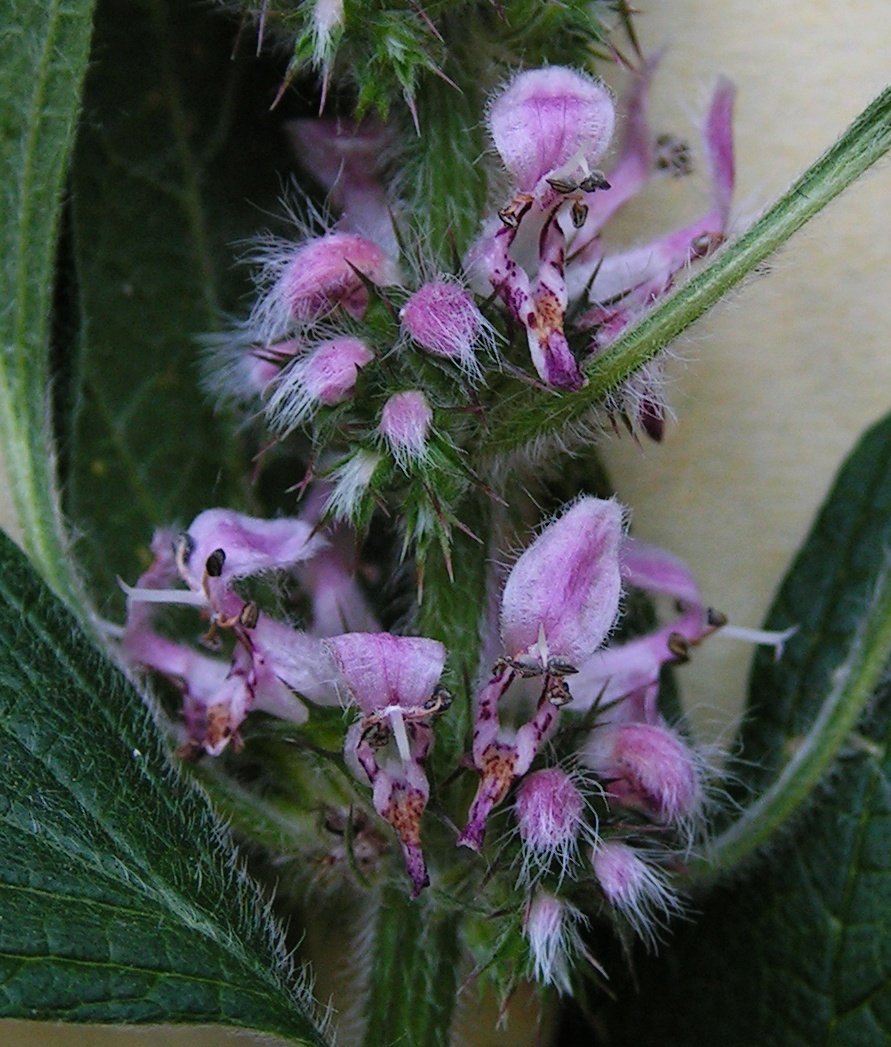
Leonurus quinquelobatus

### Tribù Marrubieae

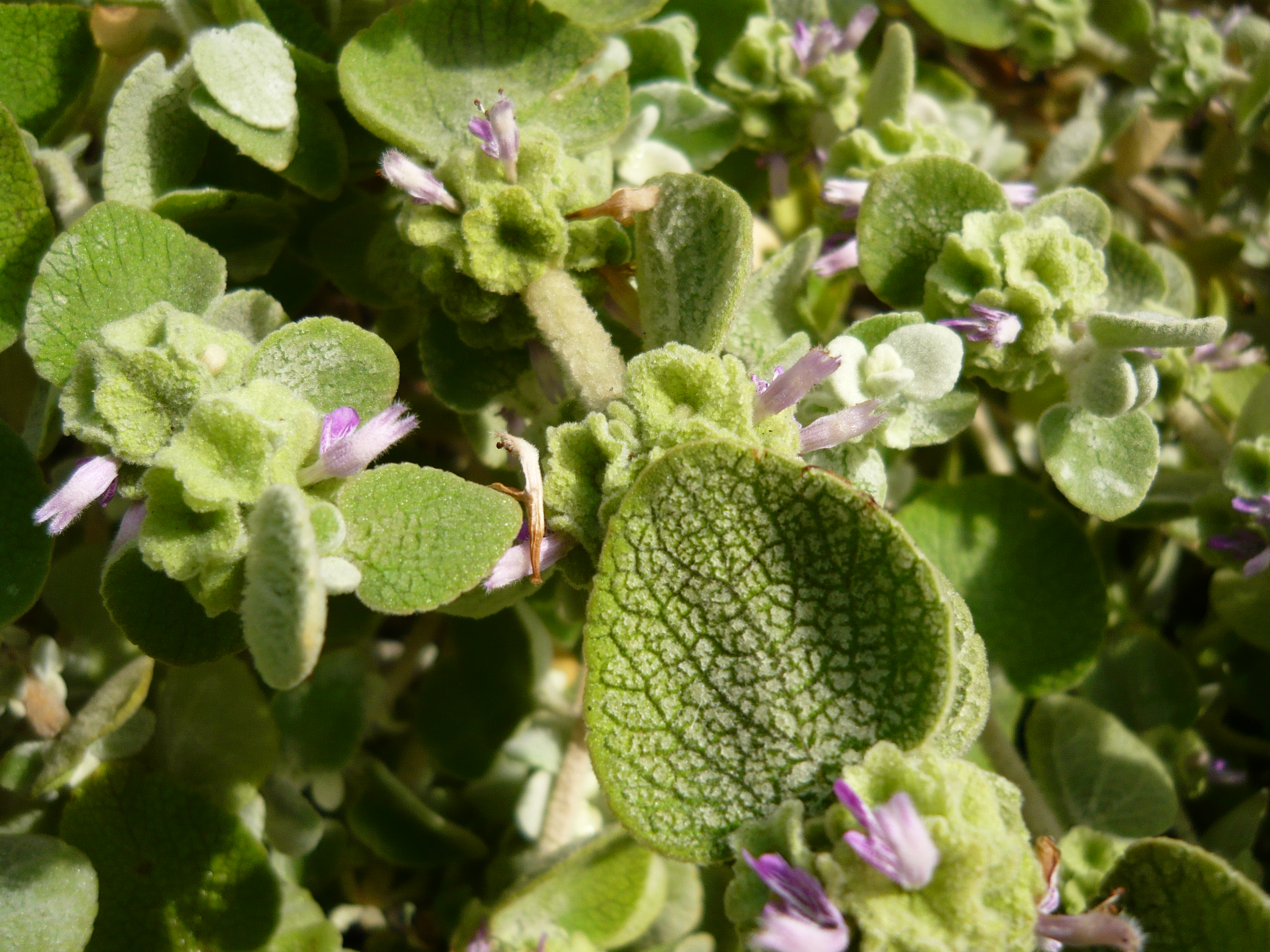
Ballota acetabulosa
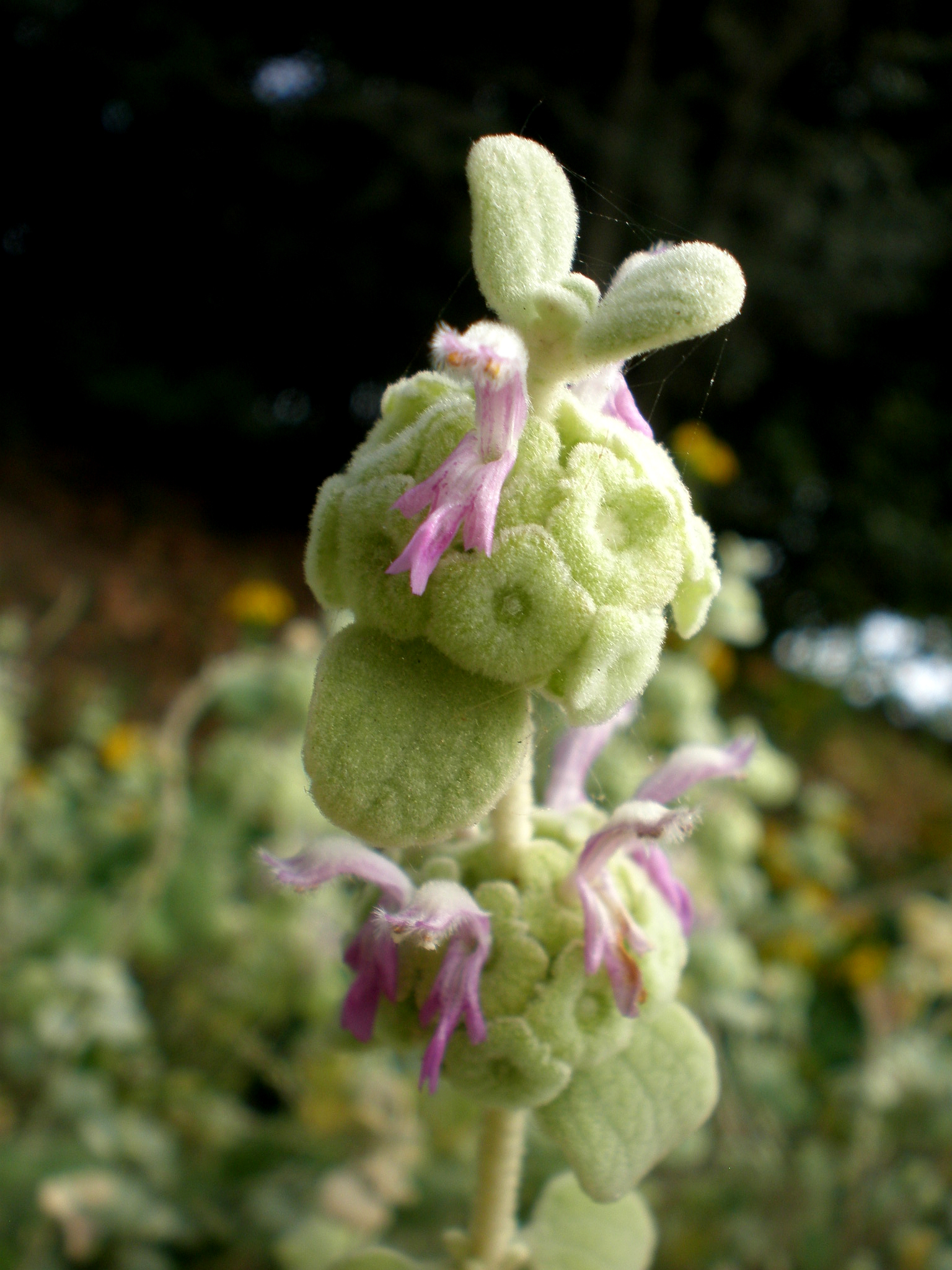
Ballota pseudodictamnus
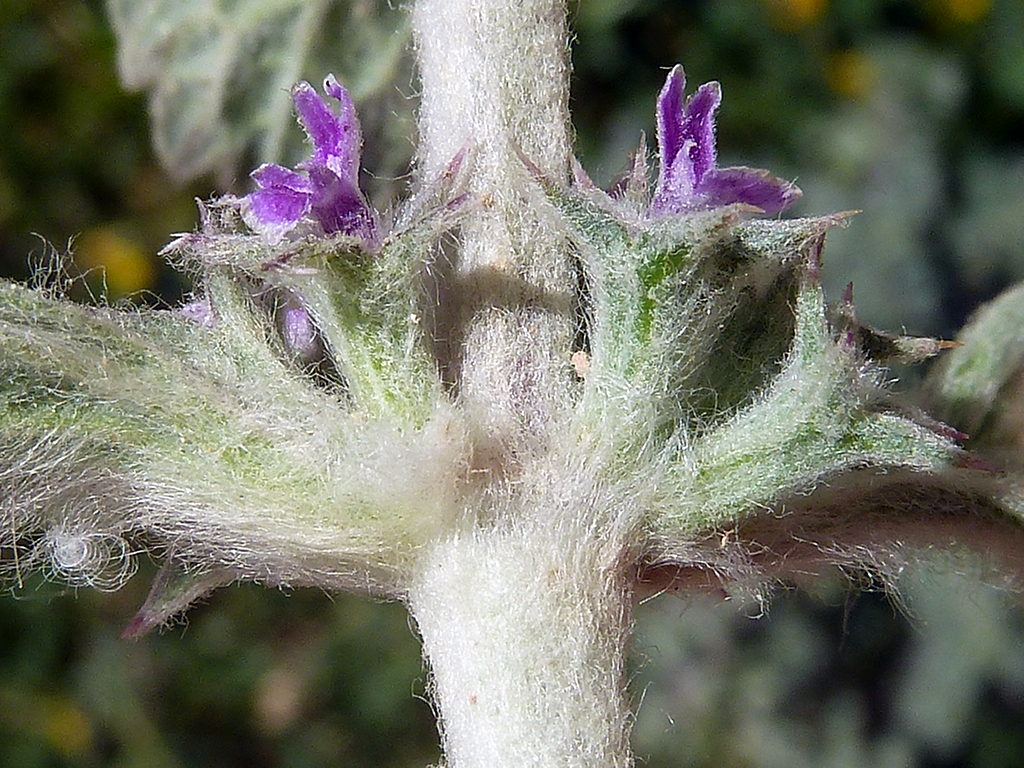
Marrubium alysson
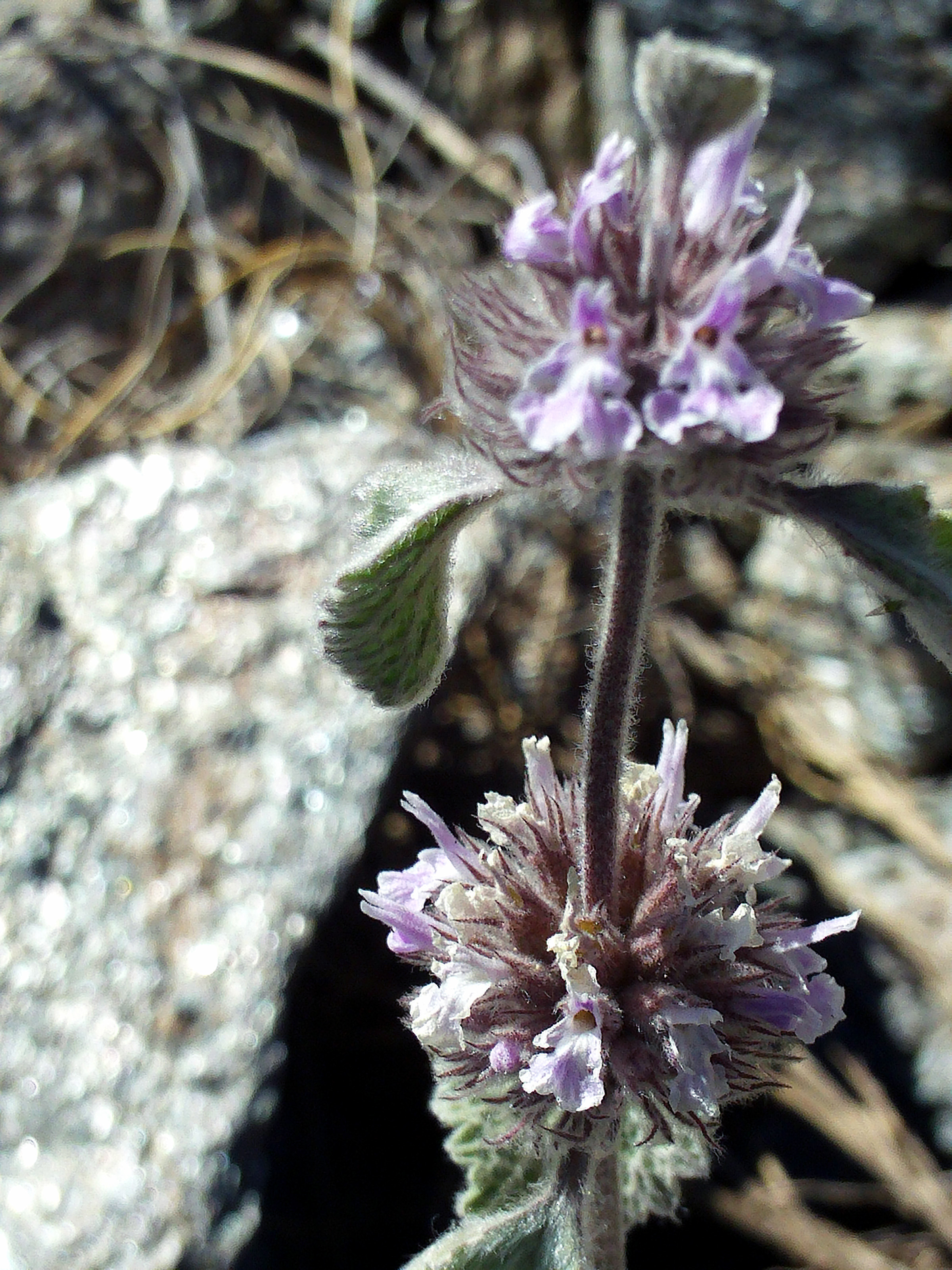
Marrubium supinum
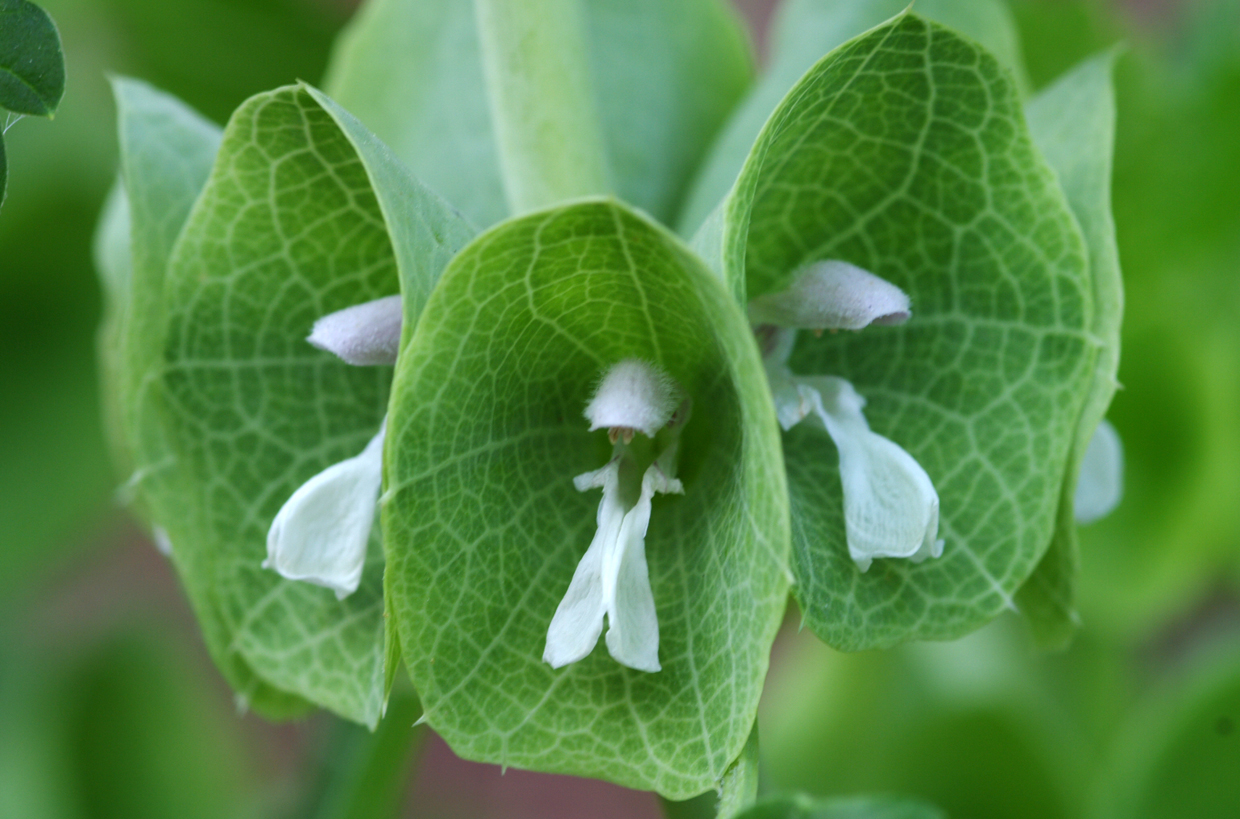
Moluccella laevis
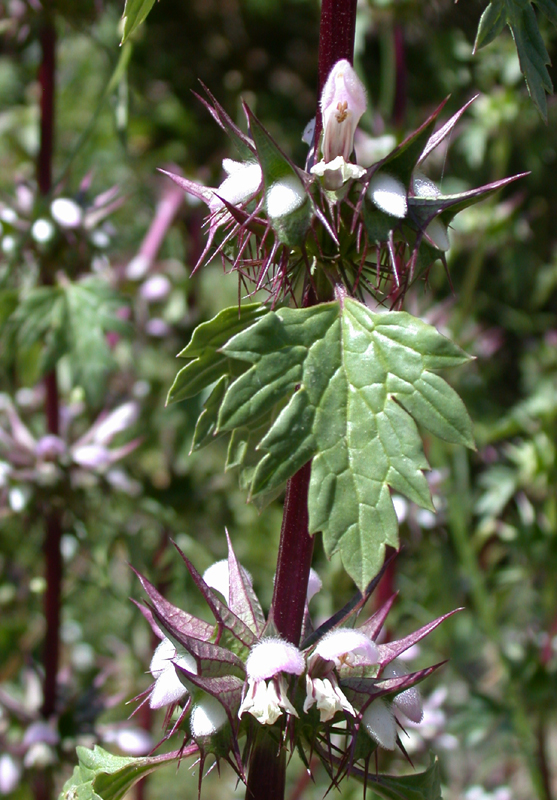
Moluccella spinosa

### Tribù Phlomideae

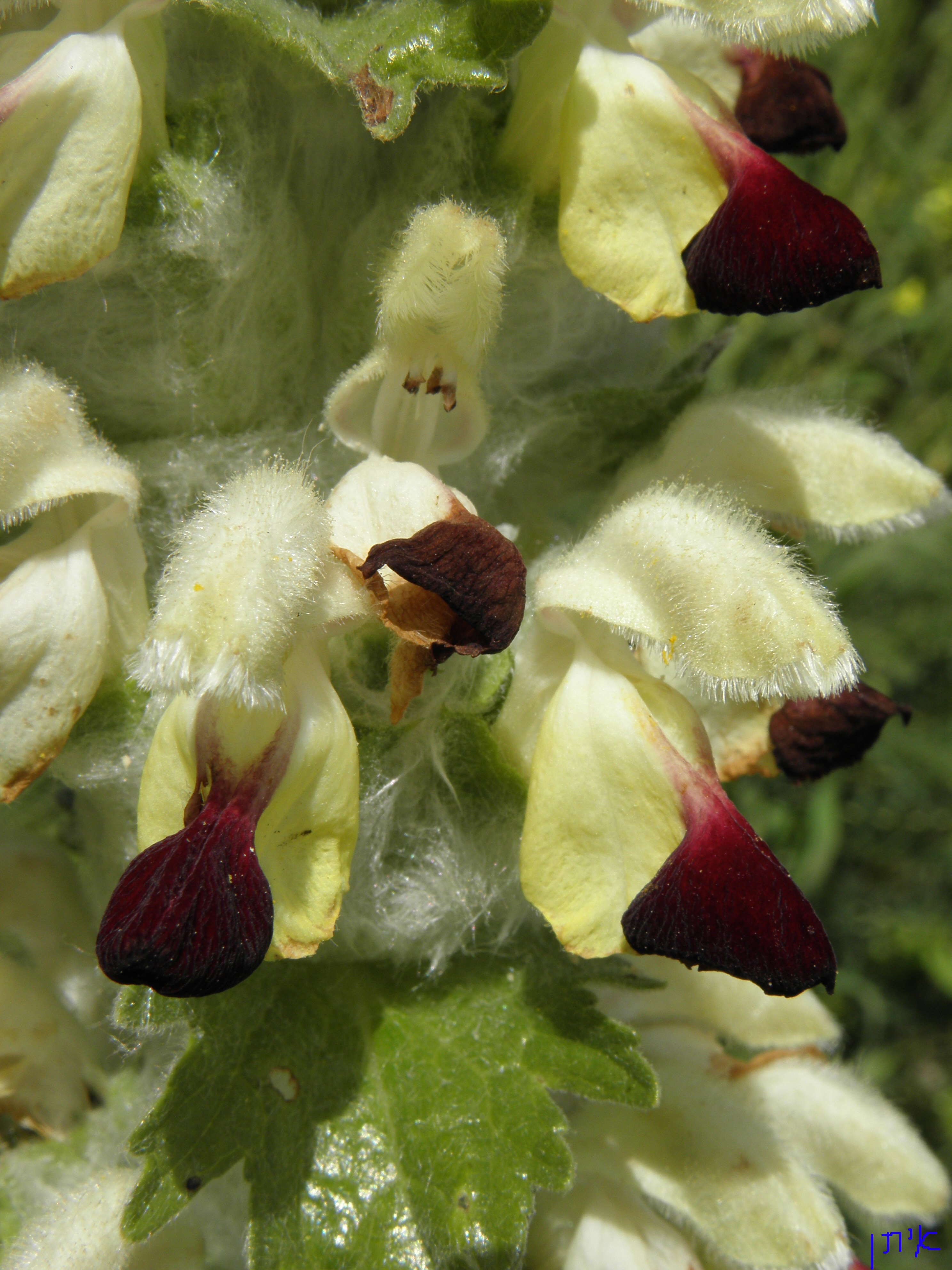
Eremostachys laciniata
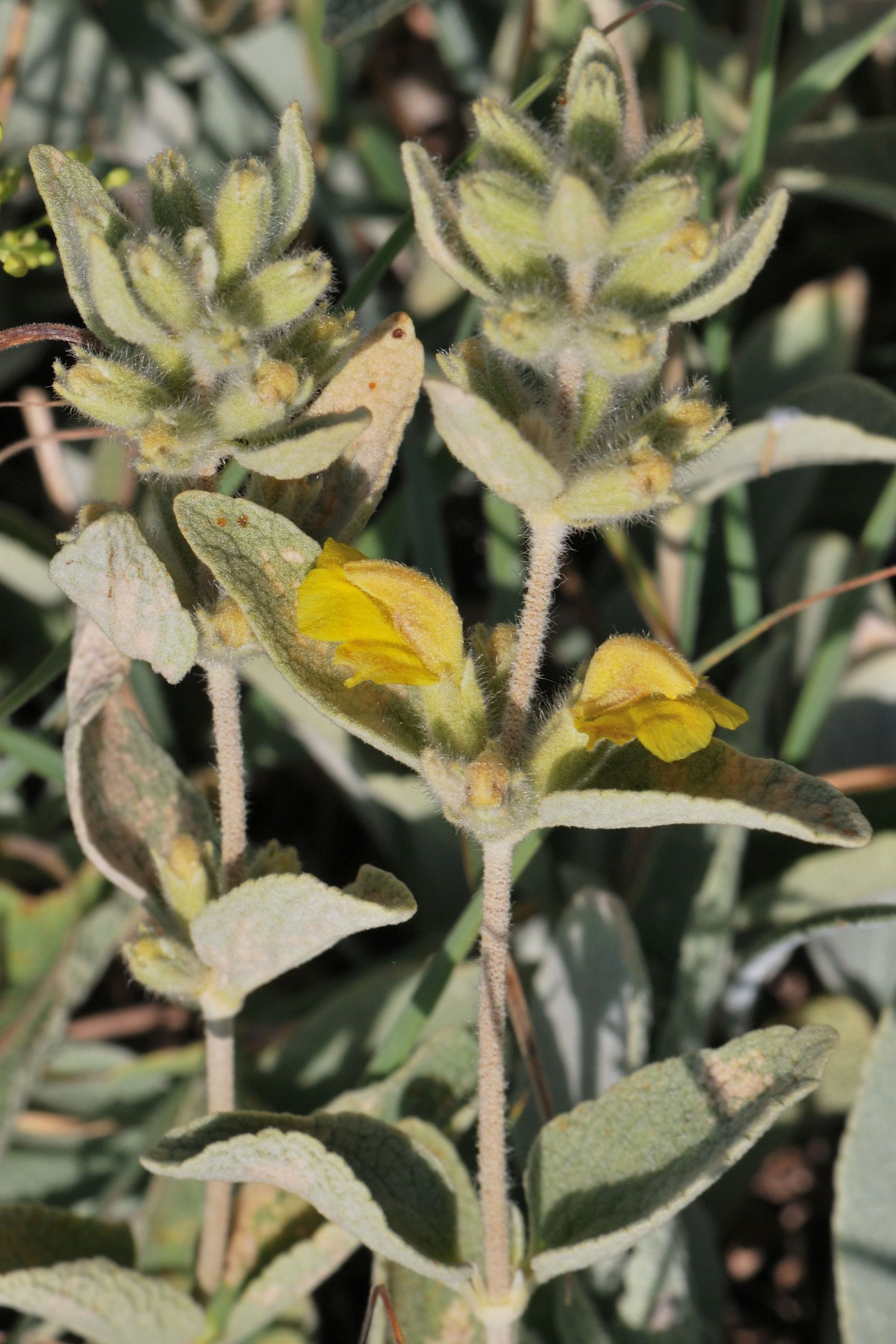
Phlomis brevilabris
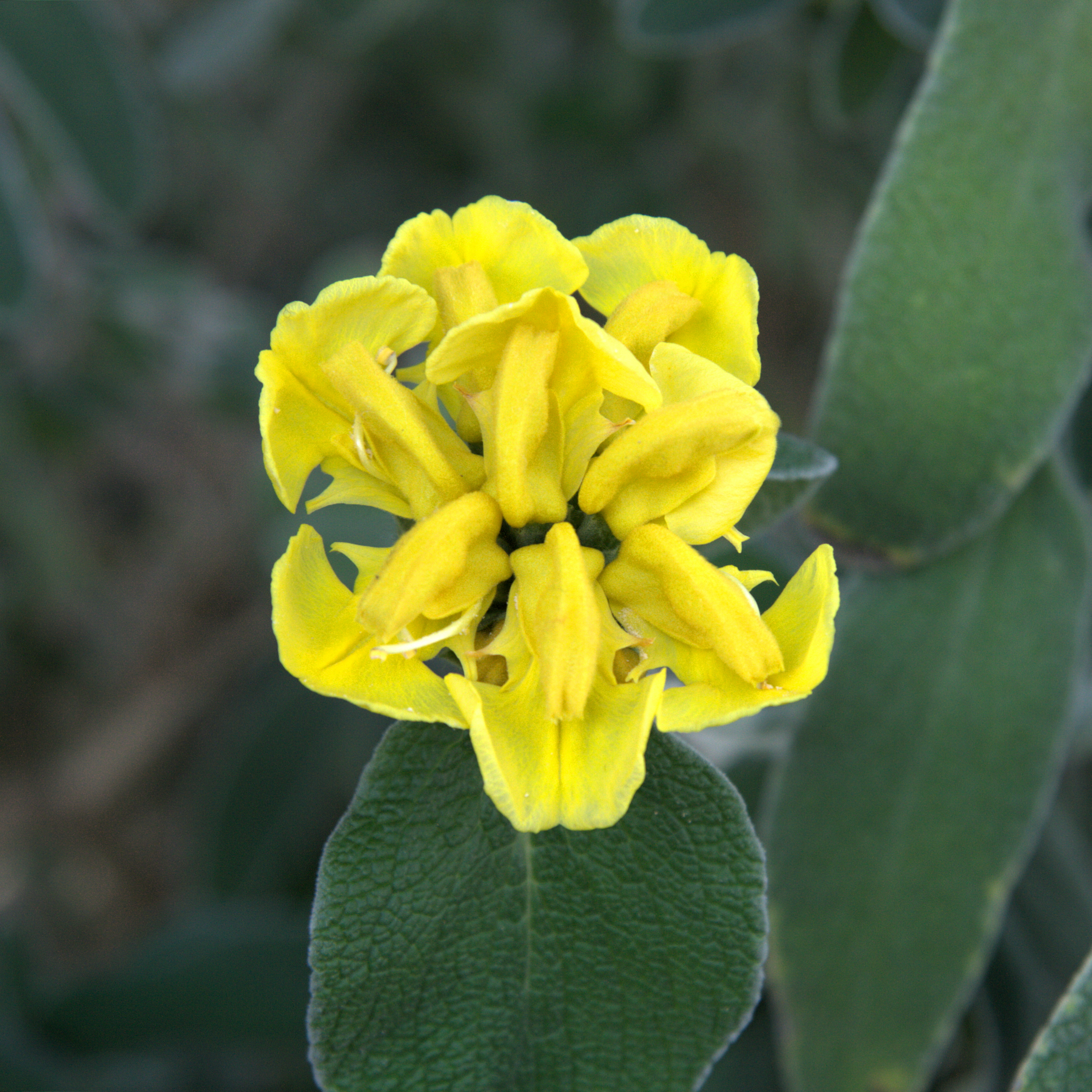
Phlomis cretica
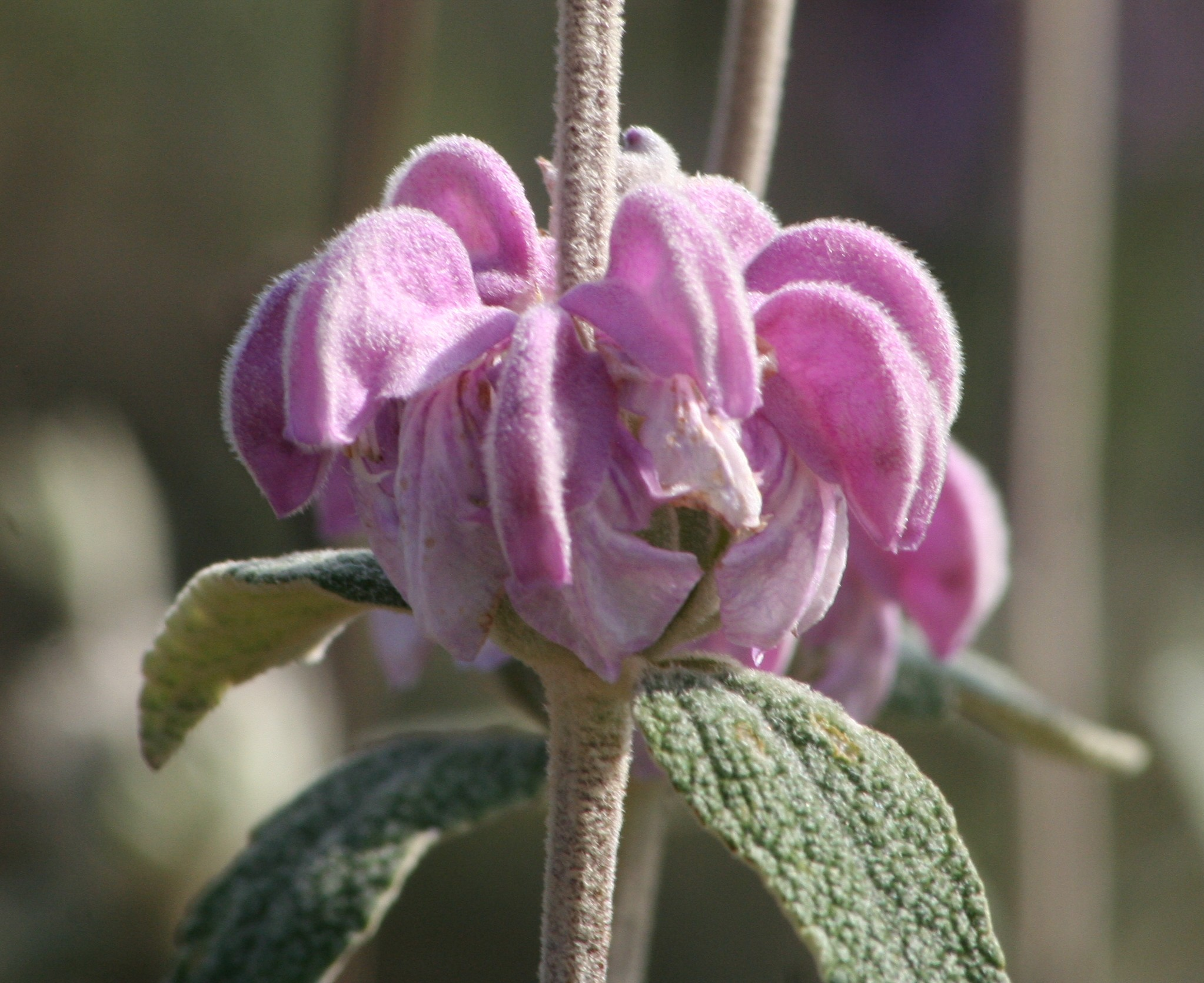
Phlomis herba-venti
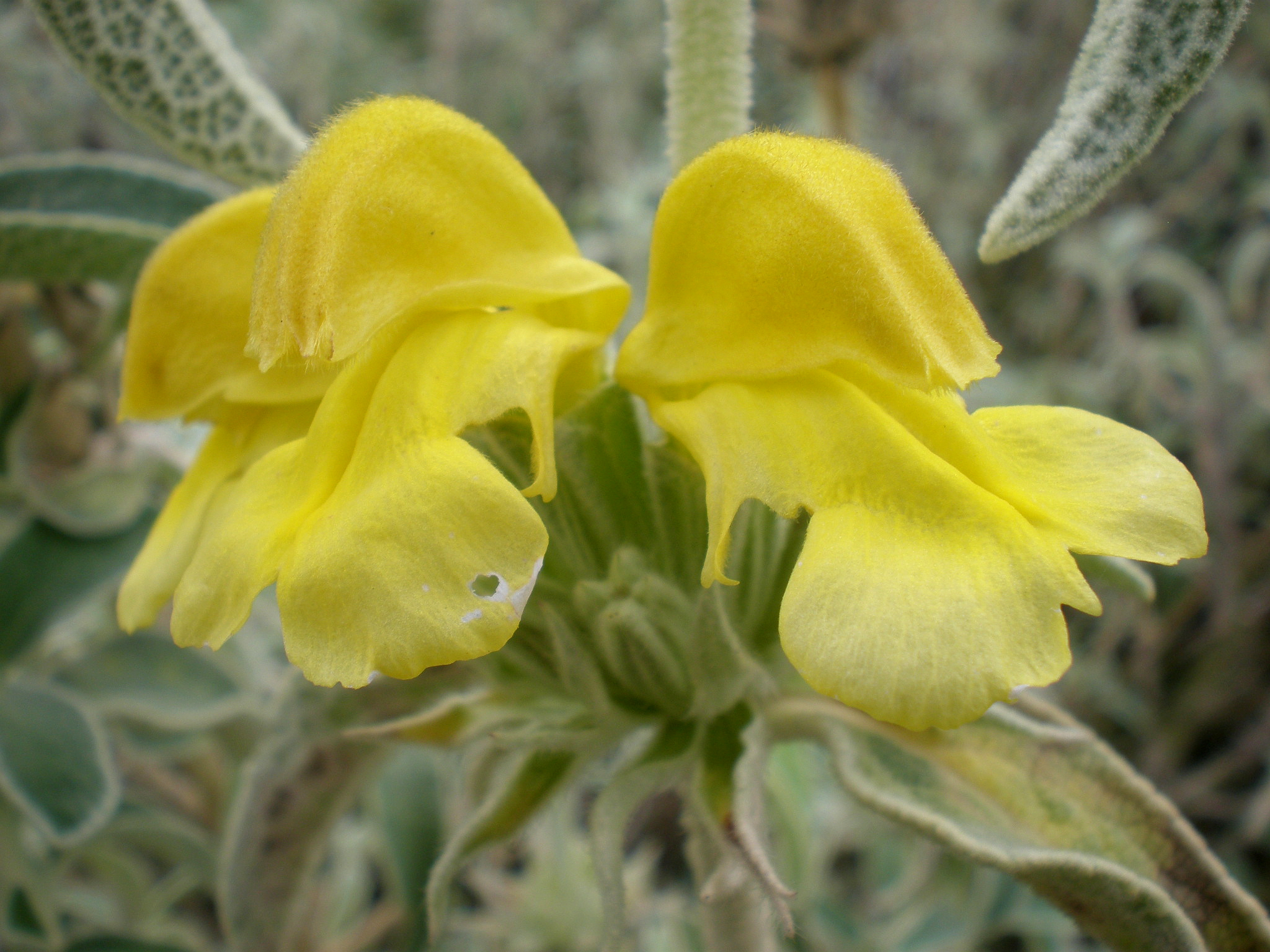
Phlomis lanata
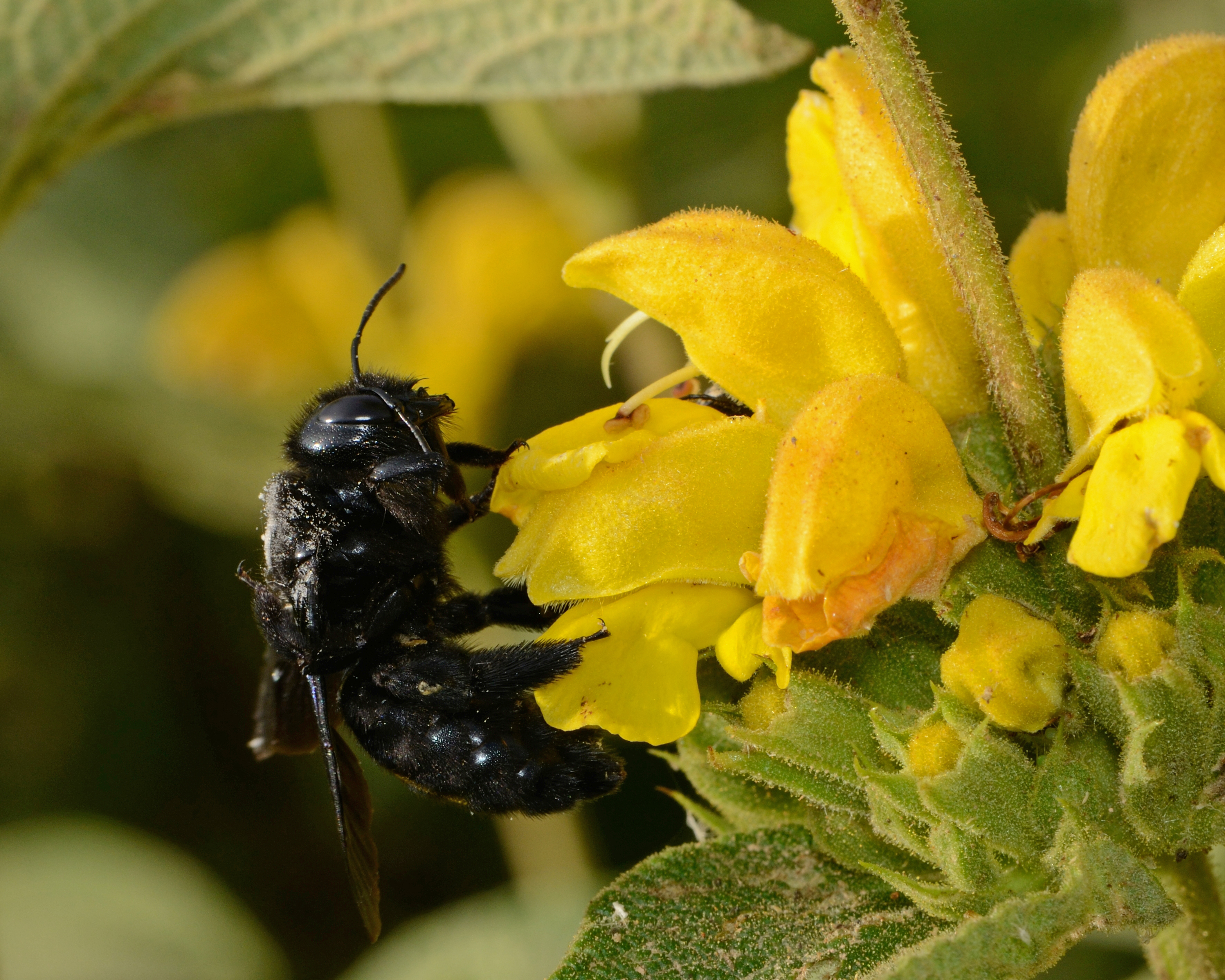
Phlomis viscosa

### Tribù Pogostemoneae

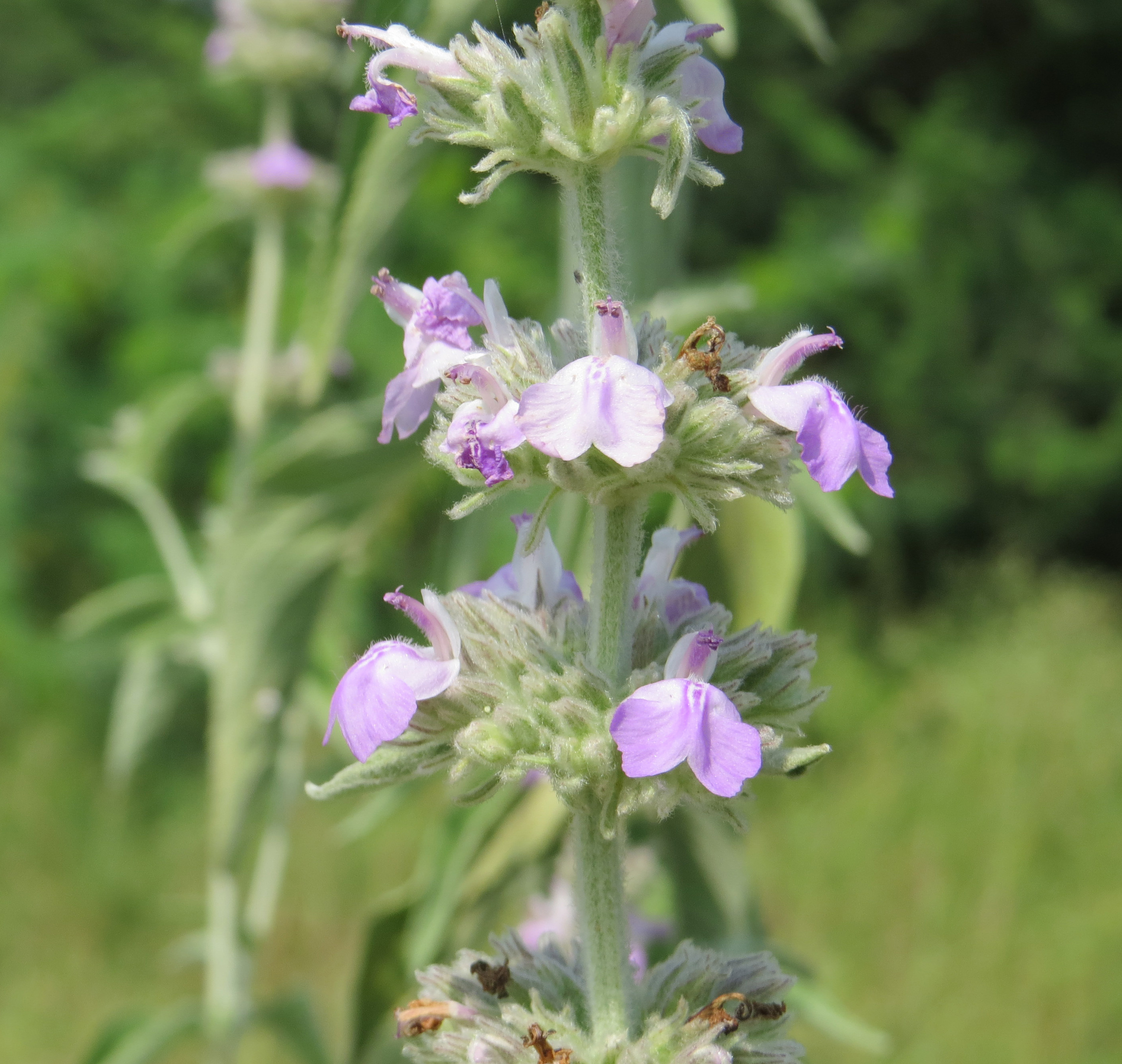
Anisomeles malabarica
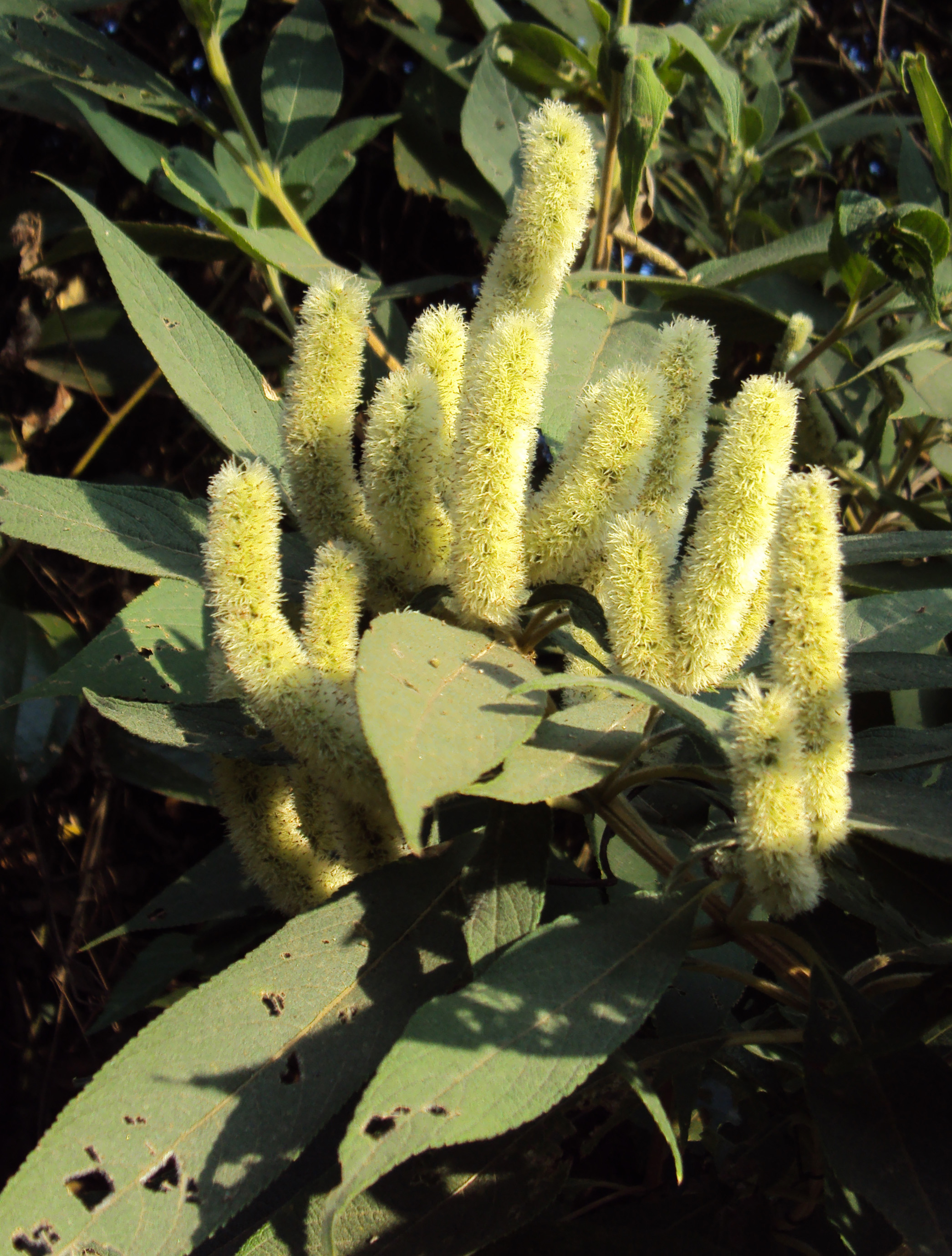
Colebrookea oppositifolia
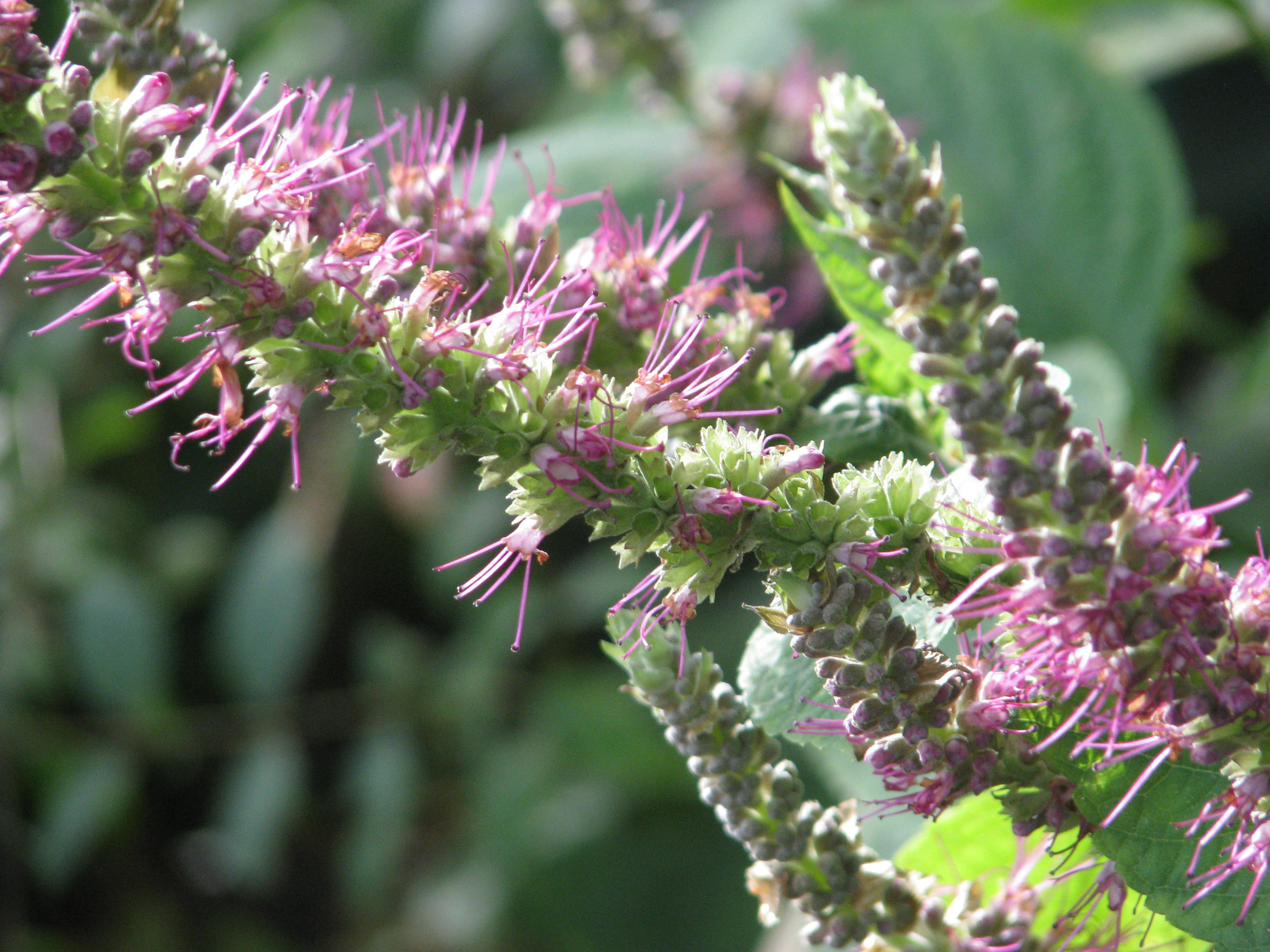
Comanthosphace formosana
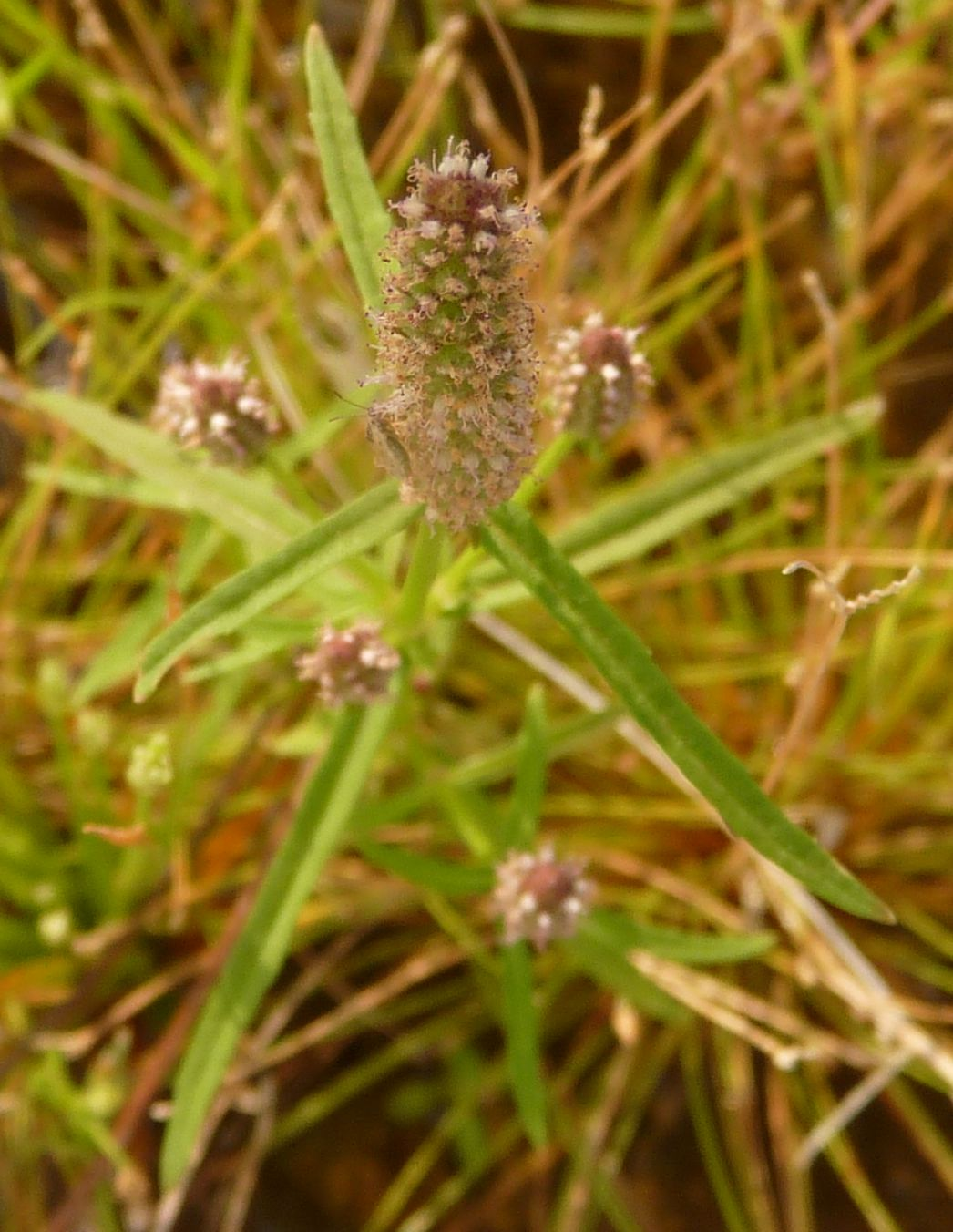
Pogostemon stellatus
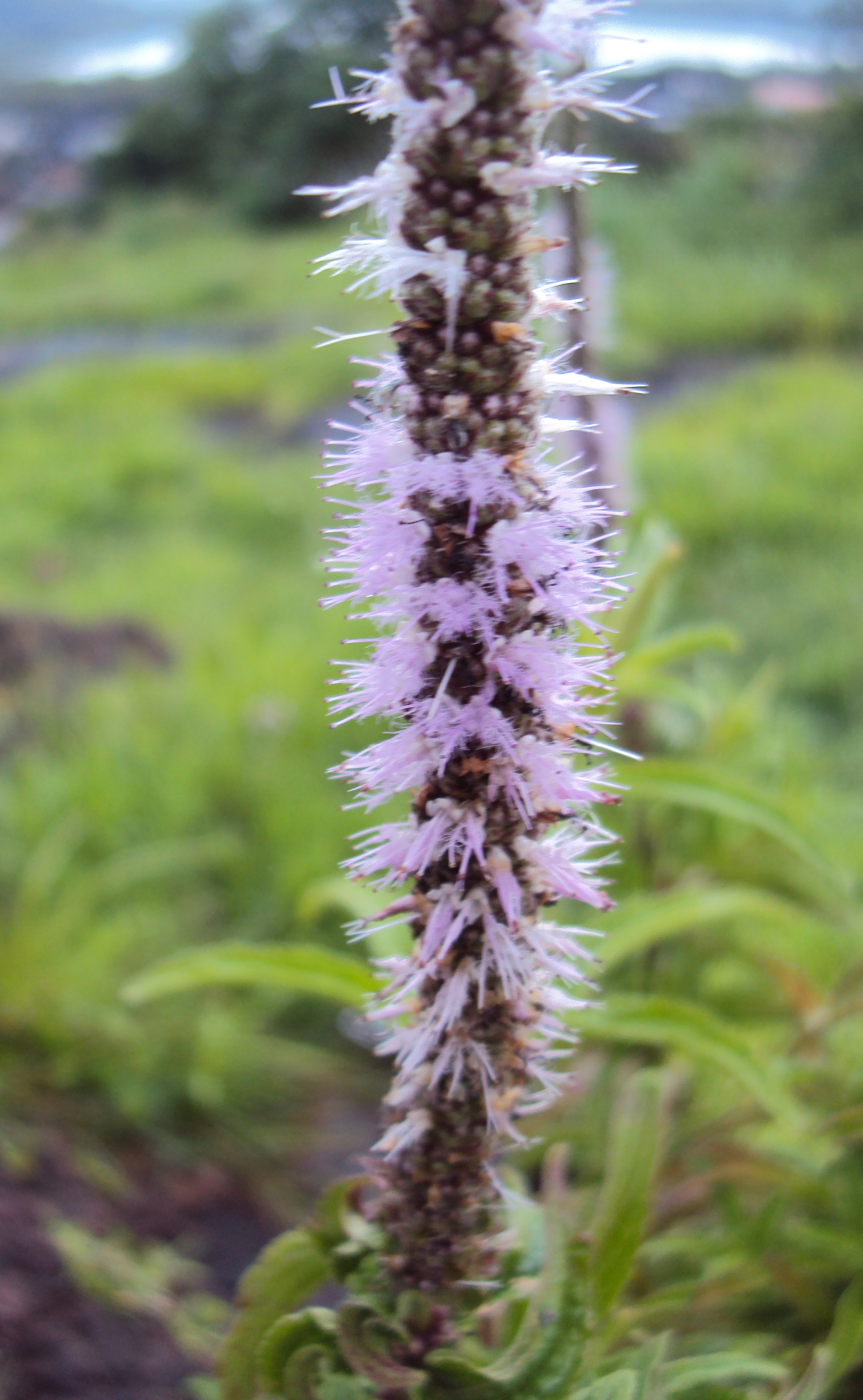
Pogostemon quadrifolius

### Tribù Stachydeae

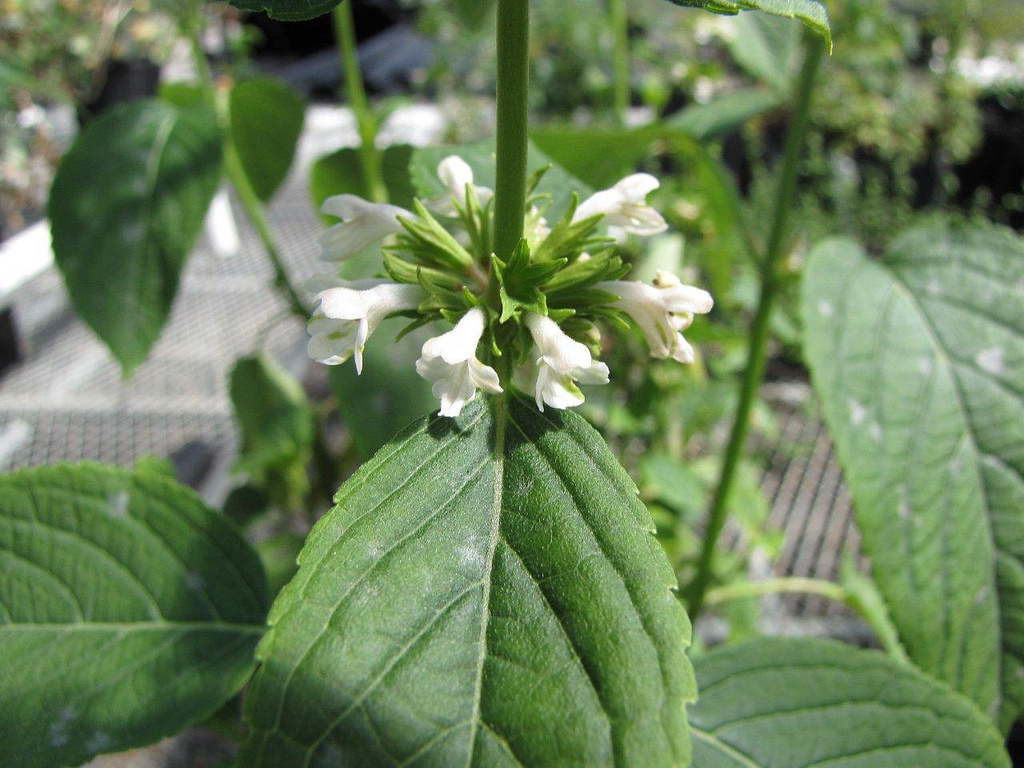
Phyllostegia haliakalae
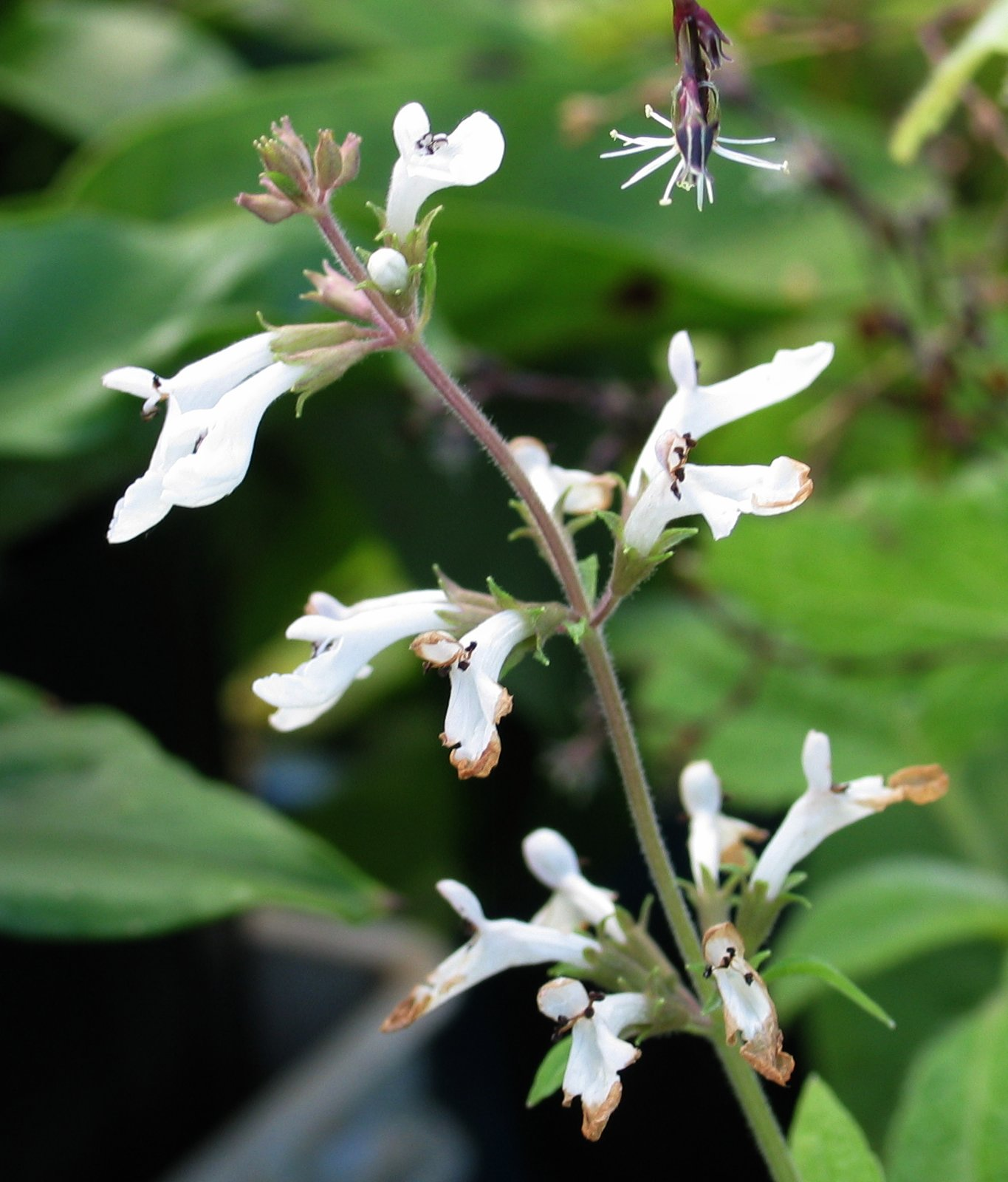
Phyllostegia parviflora
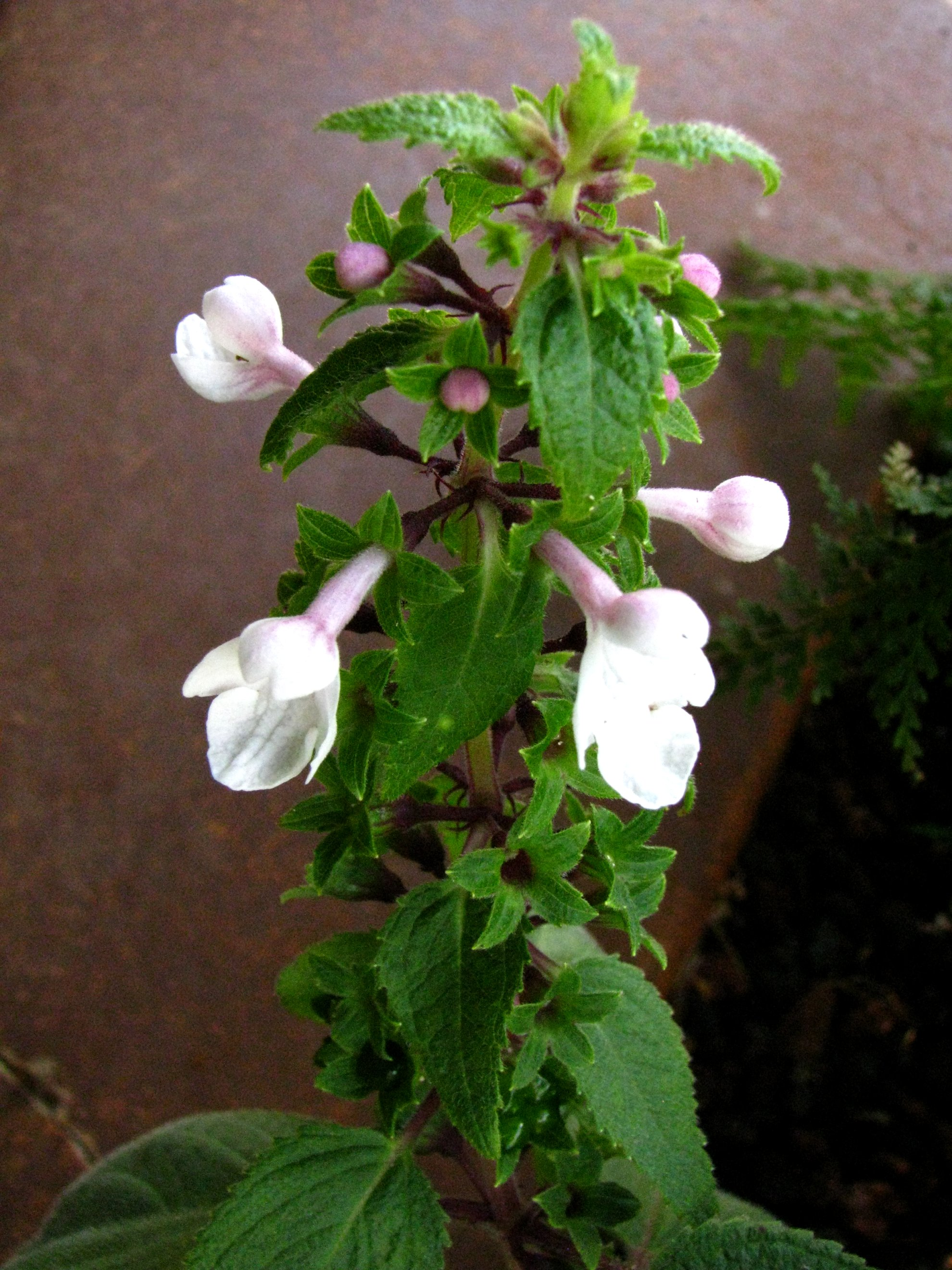
Phyllostegia renovans
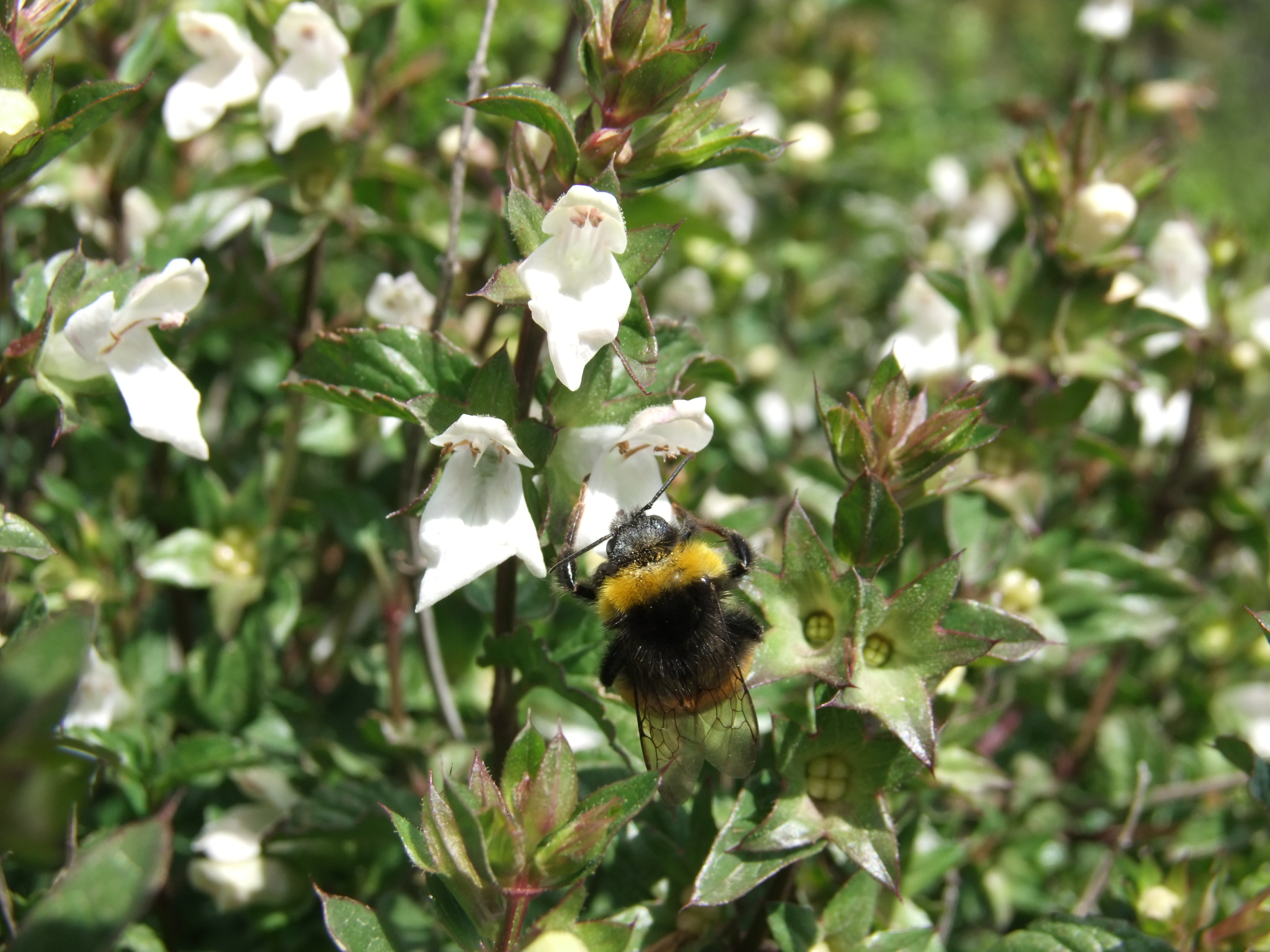
Prasium majus
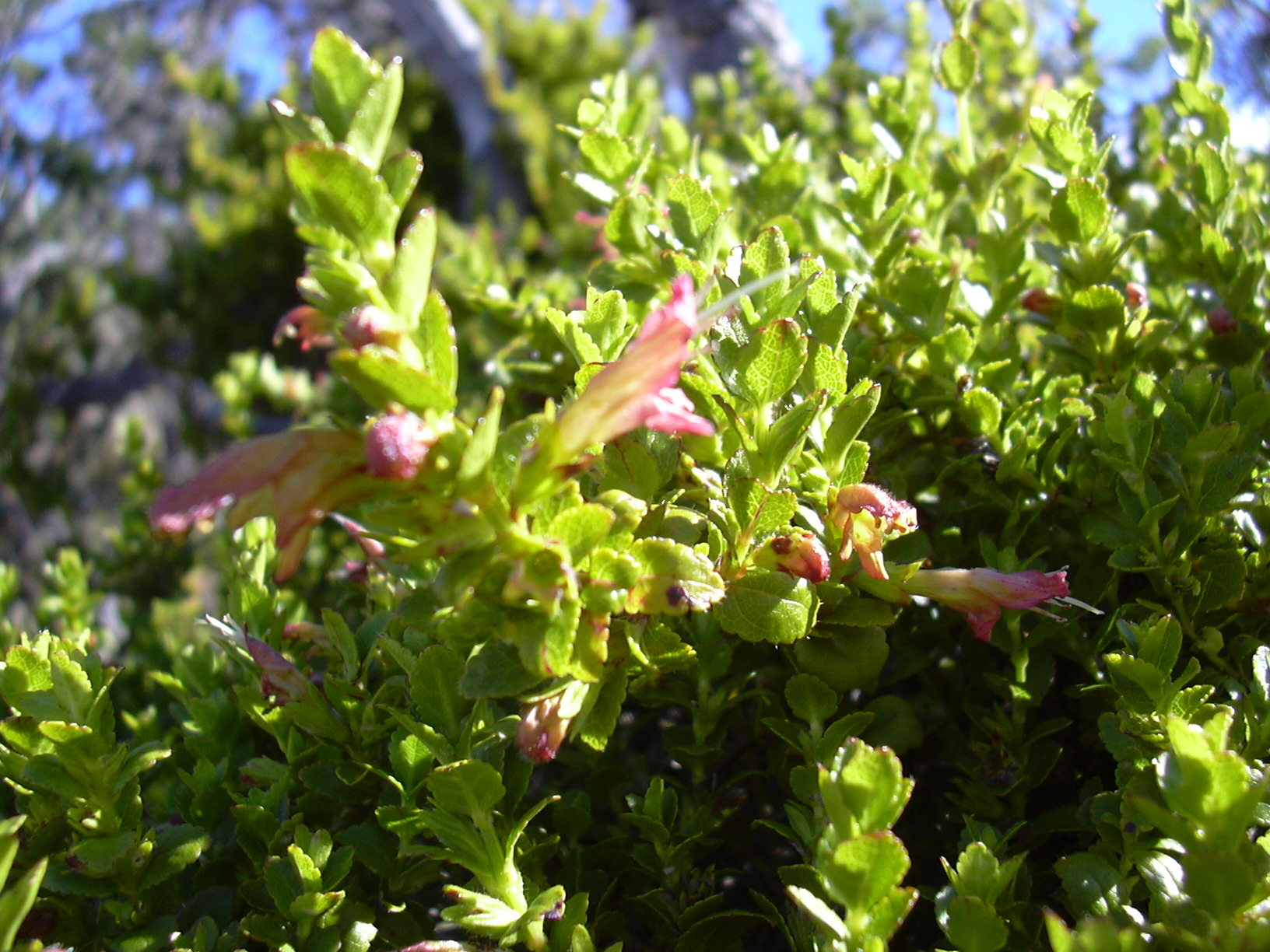
Stenogyne microphylla
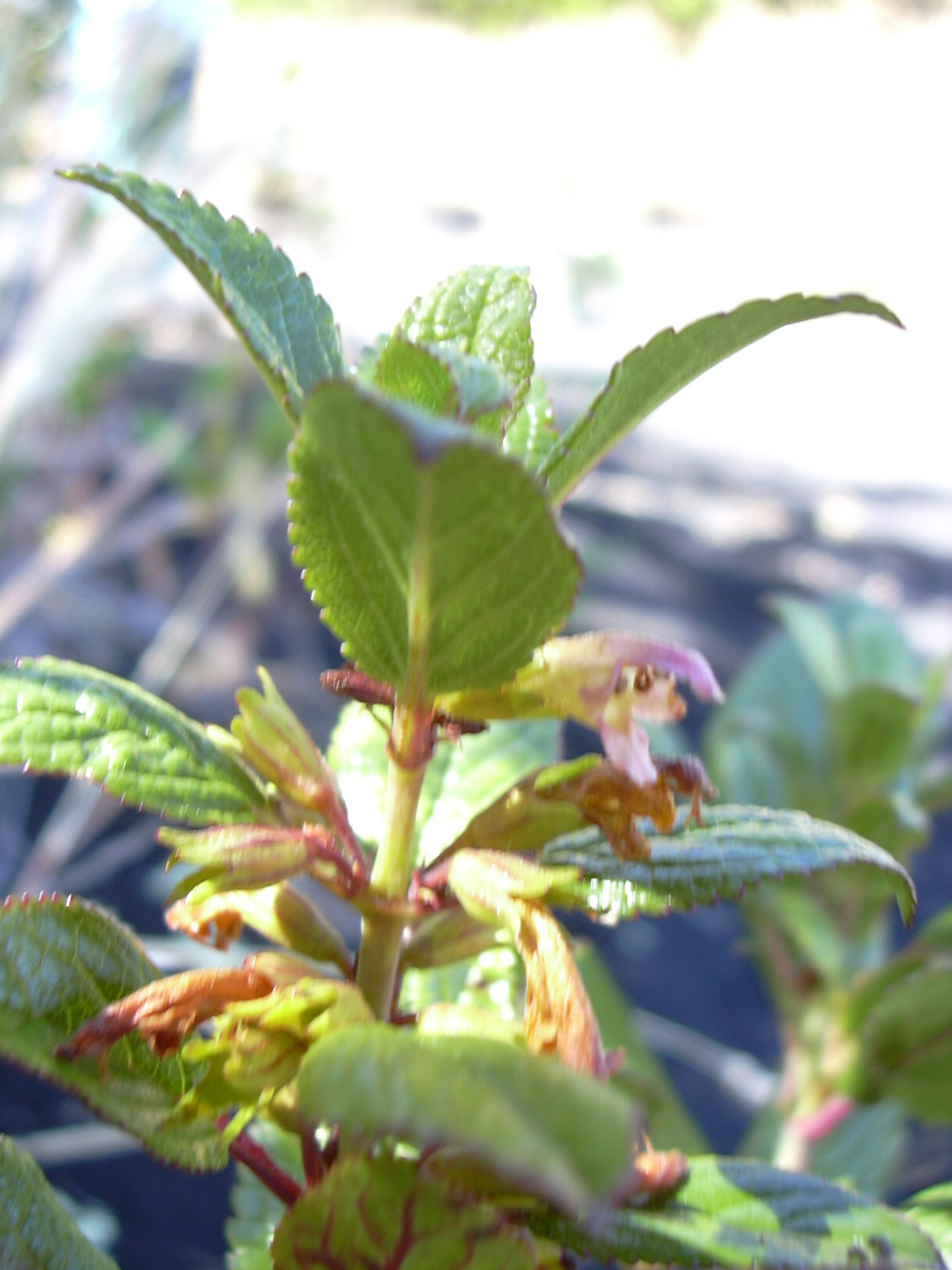
Stenogyne rugosa
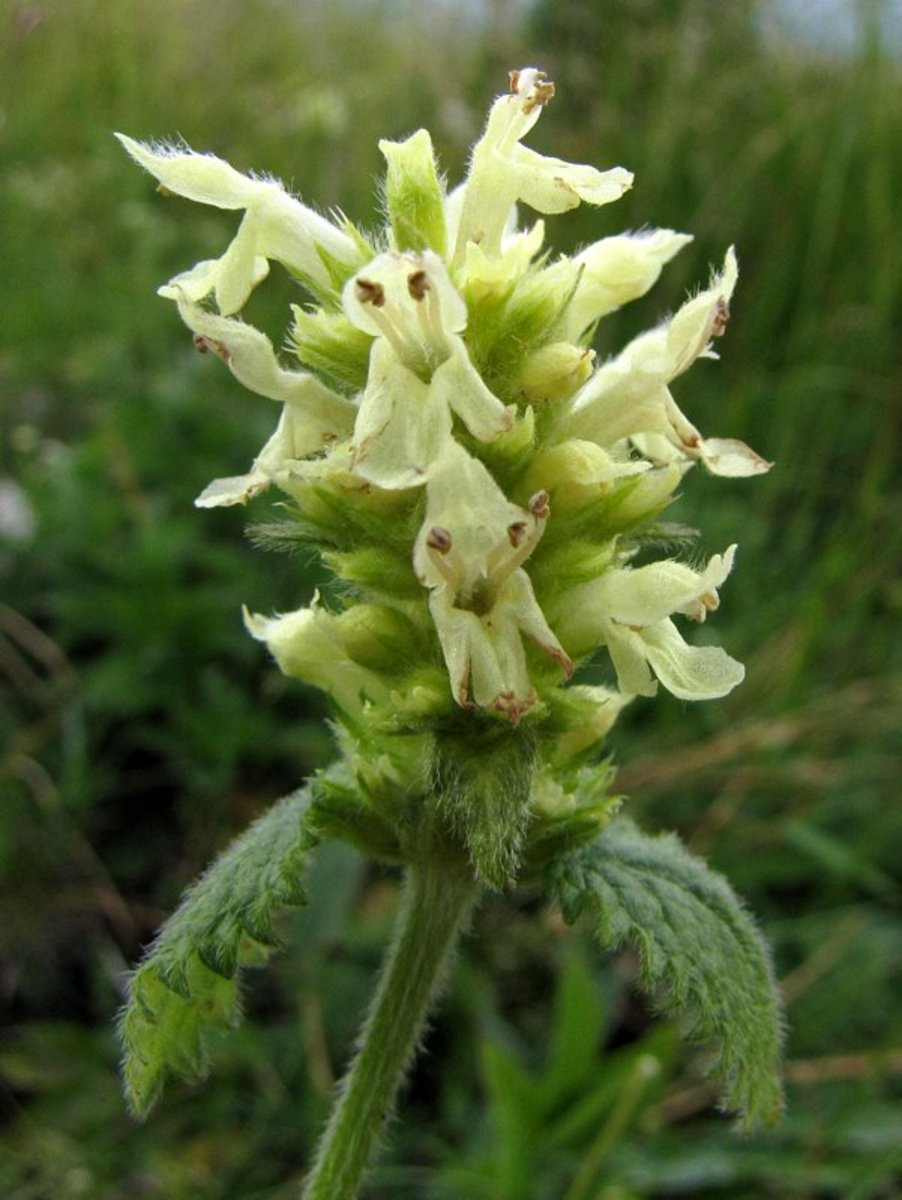
Stachys alopecuros
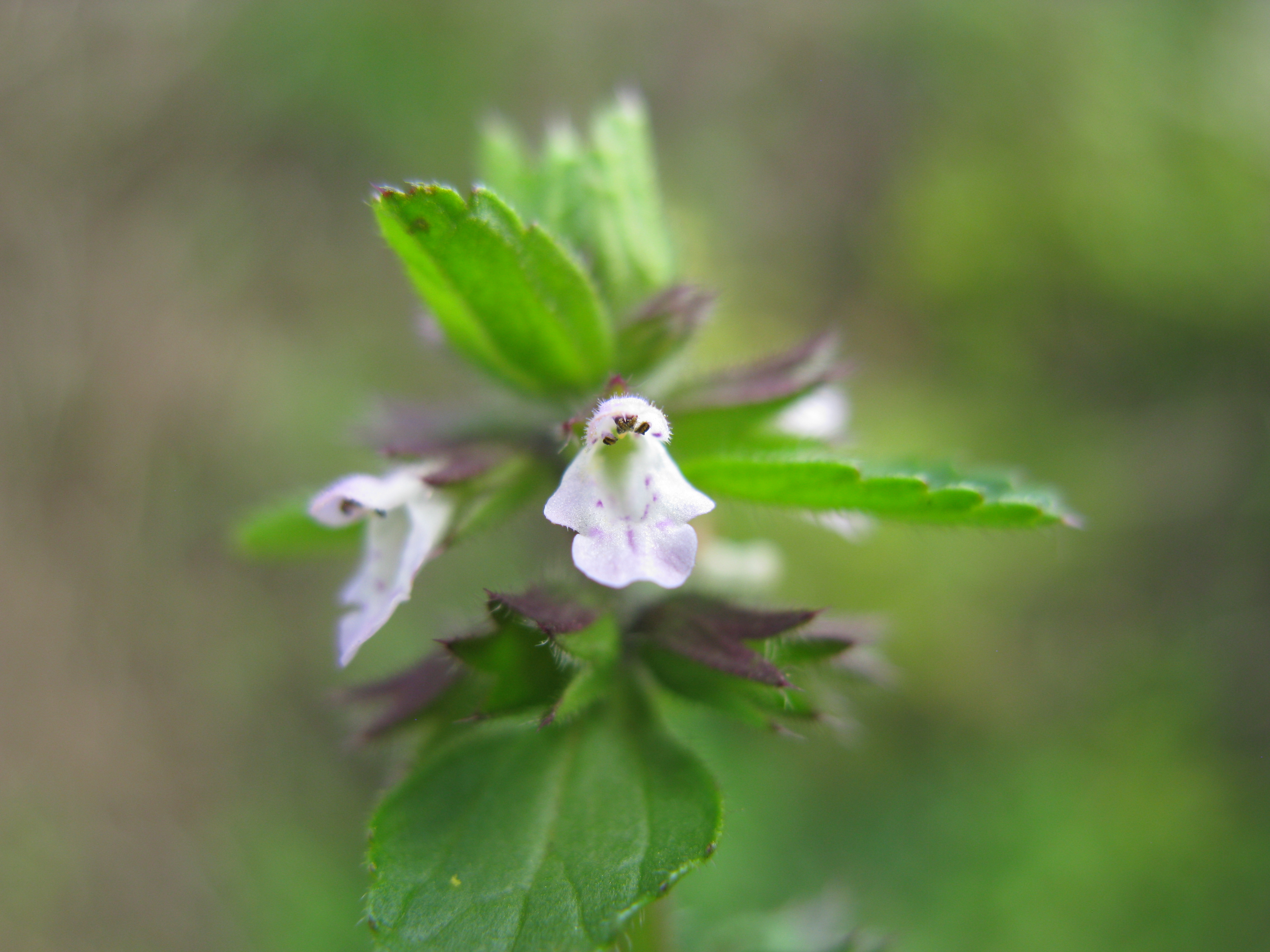
Stachys arvensis
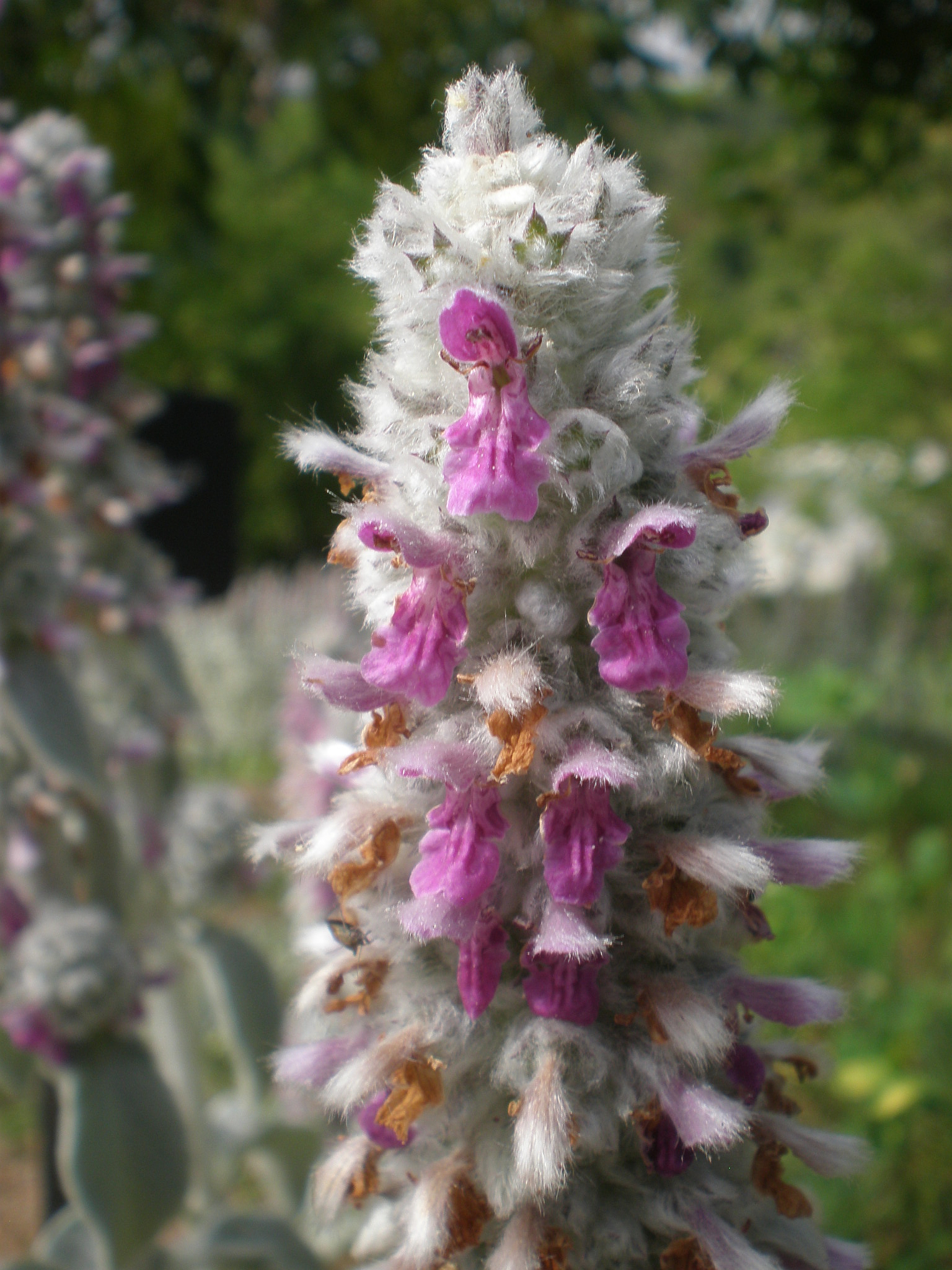
Stachys byzantina
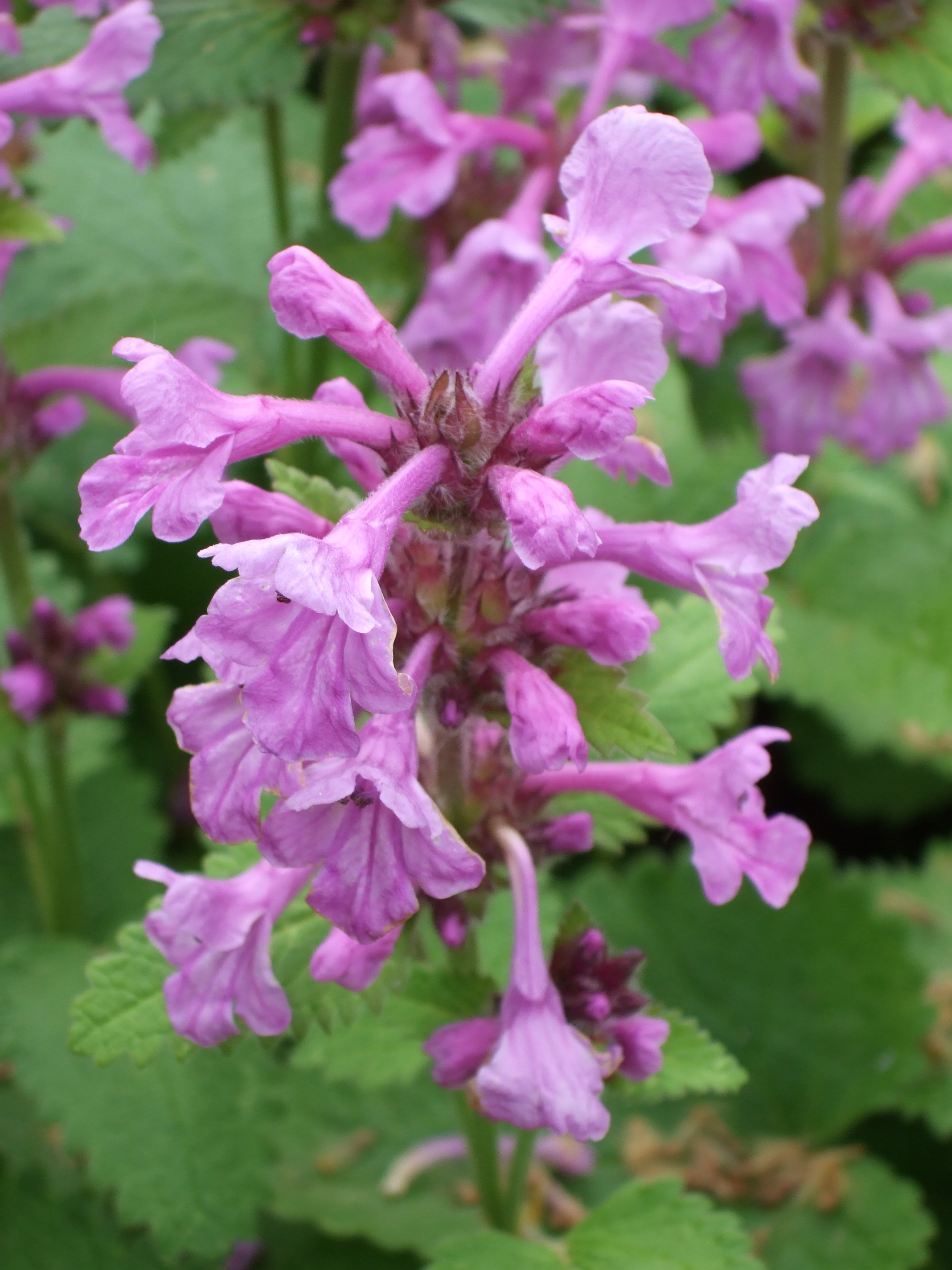
Stachys macrantha
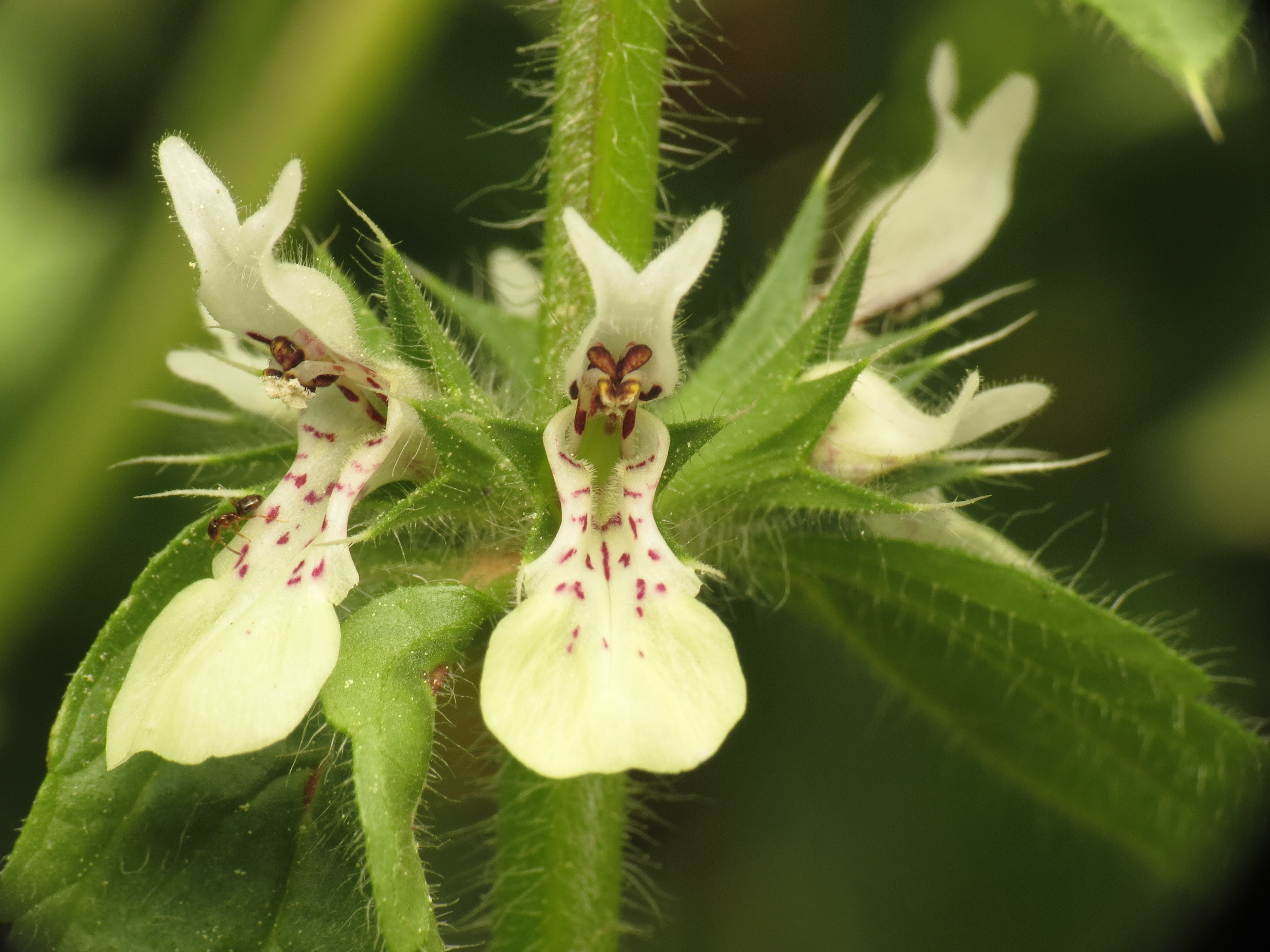
Stachys ocymastrum
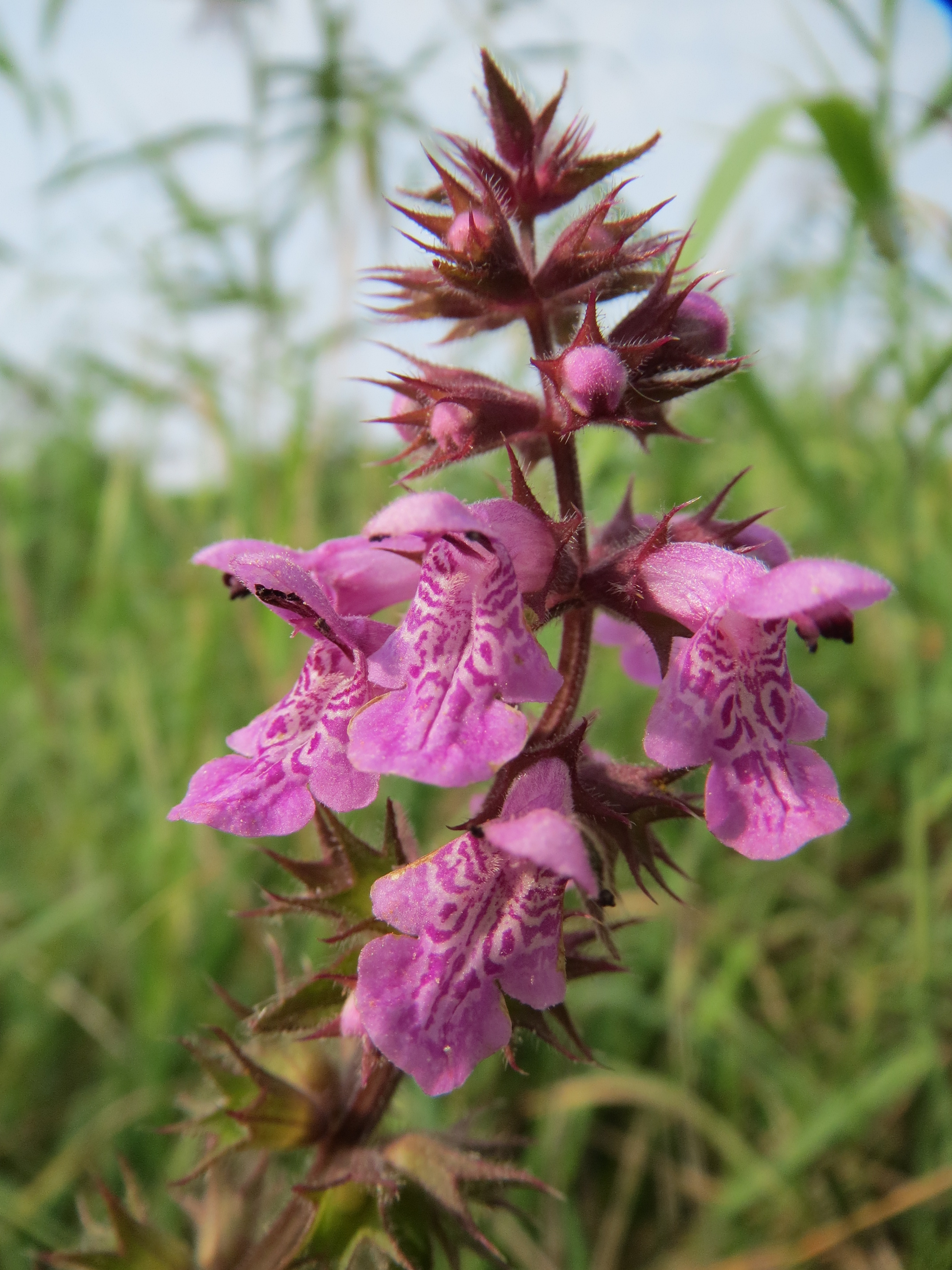
Stachys palustris

### Tribù Synandreae

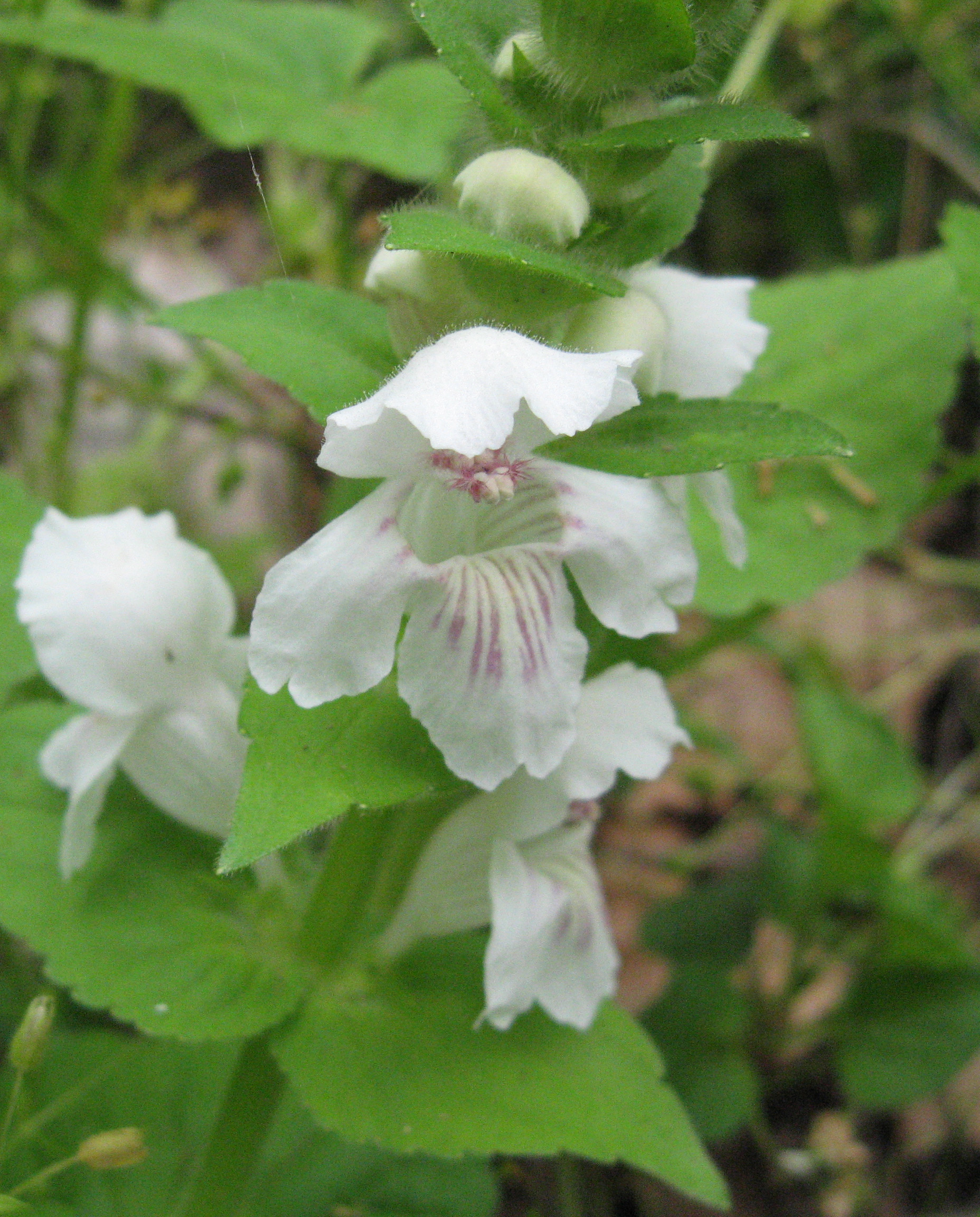
Synandra hispidula
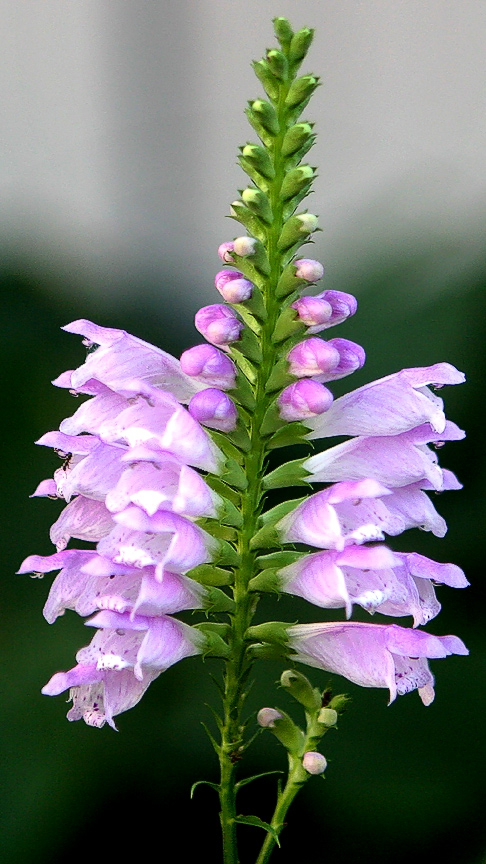
Physostegia virginiana
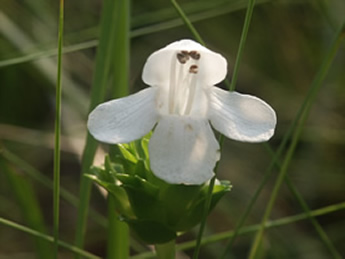
Macbridea alba